# Liste der Kulturdenkmale in Leisnig

Wappen von Leisnig

In der Liste der Kulturdenkmale in Leisnig sind die Kulturdenkmale der sächsischen Stadt Leisnig verzeichnet, die bis Mai 2023 vom Landesamt für Denkmalpflege Sachsen erfasst wurden (ohne archäologische Kulturdenkmale). Die Anmerkungen sind zu beachten.
Diese Aufzählung ist eine Teilmenge der * Liste der Kulturdenkmale im Landkreis Mittelsachsen.

## Aufteilung
Wegen der großen Anzahl von Kulturdenkmalen in Leisnig werden die Kulturdenkmale in den Ortsteilen in Teillisten aufgeführt.
- Altenhof
- Altleisnig
- Beiersdorf
- Bockelwitz
- Börtewitz
- Brösen
- Clennen
- Dobernitz
- Doberquitz
- Doberschwitz
- Fischendorf
- Görnitz
- Gorschmitz
- Großpelsen
- Hetzdorf
- Kalthausen
- Klosterbuch
- Korpitzsch
- Kroptewitz
- Leuterwitz
- Marschwitz
- Meinitz
- Minkwitz
- Naundorf
- Naunhof
- Nicollschwitz
- Paudritzsch
- Polditz
- Polkenberg
- Queckhain
- Röda
- Scheergrund
- Sitten
- Tautendorf
- Tragnitz
- Wiesenthal
- Zollschwitz

## Leisnig
| Bild                                    | Bezeichnung | Lage                                                 | Datierung | Beschreibung | ID       |
| --------------------------------------- | --- | ---------------------------------------------------- | --- | --- | -------- |
| Direkt Bild zu diesem Denkmal hochladen | Stadtbefestigung (Sachgesamtheit) | (Altstadt) (Karte)                                   | Mittelalterlich | Sachgesamtheit Stadtbefestigung, mit folgendem Einzeldenkmal: Turm auf dem Grundstück Turnerstraße 22 (siehe 08967293) und den Sachgesamtheitsteilen Resten der Stadtmauer; sämtliche Reste der ehemaligen Stadtmauer (mit den Resten der Türme und Tore) von städtebaulicher Bedeutung, Geschichtswert und Bedeutung für Volksbildung und Kulturlandschaft | 08967294 |
| Direkt Bild zu diesem Denkmal hochladen | Wohnhaus in ehemals geschlossener Bebauung in Ecklage | Altmarkt 2 (Karte)                                   | Um 1805 | Den Altmarktbereich bestimmender Eckbau, für Stadtgeschichte und Bauforschung von Interesse, städtebaulich unverzichtbar. Zwei Geschosse, Erdgeschoss massives Mauerwerk, Obergeschoss Fachwerk, Putzfassade geglättet, Haustür um 1910, sehr schlicht, aber eigentlich wichtiger Eckbau am Altmarkt, Kunststofffenster. | 08967657 |
| Direkt Bild zu diesem Denkmal hochladen | Wohnhaus in ehemals geschlossener Bebauung | Altmarkt 4 (Karte)                                   | Bezeichnet mit 1804 | Bauliches Zeugnis für den Wiederaufbau der Stadt nach dem Brand 1803, wissenschaftlich-dokumentarischer Wert, schönes Portal. Zweigeschossig, vier Achsen im Obergeschoss, im Erdgeschoss störender Garageneinbau, Haustürportal aus Porphyrtuff mit Korbbogen und Schlussstein bezeichnet mit 1804 (über Buchstaben ist die Hausnummer befestigt), Altliste. | 08967167 |
| Direkt Bild zu diesem Denkmal hochladen | Wohnhaus in geschlossener Bebauung | Altmarkt 12 (Karte)                                  | Um 1805 | Dokument der historischen Altmarktbebauung, städtebaulich wichtige Lage, schönes Portal. Zweigeschossig, drei Achsen, Putzfassade, Satteldach mit neuer Biberschwanzdeckung, Gaupe, Fenster und Haustür neu, saniert, das dritte Geschoss um 1950 abgebrochen und Keller verfüllt, Kern vermutlich älter, Altliste. | 08967164 |
| Direkt Bild zu diesem Denkmal hochladen | Wohnhaus in halboffener Bebauung in Ecklage | Altmarkt 14 (Karte)                                  | Um 1804 | Bestandteil des Ensembles der historischen Altstadt, die Stadtsilhouette mitprägender Bau zum Muldental hin, schönes Portal, baugeschichtlich von Bedeutung. Zweigeschossig, Giebelseite vier Achsen und kleiner Krüppelwalm, interessanter Putz, Fenstergewände teilweise Porphyrtuff, Haustürportal aus Porphyrtuff mit Korbbogen und Schlussstein, Kunststofffenster, Altliste. | 08967166 |
| Direkt Bild zu diesem Denkmal hochladen | Wohnhaus in halboffener Bebauung in Ecklage (Kommunenhaus) | Altmarkt 15 (Karte)                                  | Um 1804 | Für die Bauforschung interessantes Gebäude aus der Wiederaufbauzeit nach dem Stadtbrand 1803, für die städtebauliche Struktur im Altmarktbereich unverzichtbar, schönes Portal. Zweigeschossig, drei Achsen, Putzfassade mit Eckquaderputz, Haustürportal mit Korbbogen und Schlussstein, Gewände im Erdgeschoss aus Porphyrtuff, Satteldach mit Ziegeldeckung, ehemals Kommunenhaus, von Heimatfreunden erforscht, Altliste. | 08967165 |
| Direkt Bild zu diesem Denkmal hochladen | Wohnhaus in geschlossener Bebauung (mit Werkstatt) | Altmarkt 17 (Karte)                                  | Anfang 19. Jahrhundert | Straßenbildprägender Wohnbau im Altmarktbereich, wissenschaftlich-dokumentarischer Wert, schönes Portal. Zweigeschossig,vier Achsen, Satteldach mit Ziegeldeckung, Putzfassade, Gewände im Erdgeschoss aus Porphyrtuff, Haustürportal mit Korbbogenschluss und Schlussstein. | 08967168 |
| Direkt Bild zu diesem Denkmal hochladen | Wohnhaus in geschlossener Bebauung, ehemals Gasthaus Zur Bleibe | Altmarkt 18 (Karte)                                  | 19. Jahrhundert | Den Altmarkt prägendes Gebäude mit fein dekorierter gründerzeitlicher Putzfassade, schönes Portal, Erinnerungswert. Dreigeschossig, vier Achsen, Putzfassade, Haustürportal Porphyrtuff mit Korbbogen und Schlussstein. | 08967169 |
| Direkt Bild zu diesem Denkmal hochladen | Wohnhaus in geschlossener Bebauung | Altmarkt 19 (Karte)                                  | 1. Hälfte 19. Jahrhundert | Altstadttypischer Putzbau im Ensemble der weitgehend geschlossenen Altmarktbebauung, schönes Portal, gründerzeitliche Fassade. Dreigeschossig, drei Achsen, Gewände im Erdgeschoss aus Porphyrtuff, Haustürportal mit Korbbogen und Schlussstein bezeichnet mit „K“, Putzfassade, Satteldach mit Ziegeldeckung, Altliste. | 08967170 |
| Direkt Bild zu diesem Denkmal hochladen | Wohnhaus in geschlossener Bebauung in Ecklage sowie Hofgebäude und Natursteinmauer entlang der Gasse                                                                           | Altmarktgäßchen 1 (Karte)                            | Um 1805 (Wohnhaus); um 1880 (Nebengebäude) | Mit Laden, für Bauforschung und Stadtgeschichte wichtiges Grundstück, städtebaulich interessant, straßenbildprägender Eckbau. An der Kirchstraße dreigeschossig und vier Achsen, Laden im Erdgeschoss, ortstypische Erdgeschoss-Zone (Sandstein), Putzfassade, Fenstergewände im ersten und zweiten Obergeschoss Porphyrtuff, Dach mit Ziegeldeckung und einseitigem Krüppelwalm, Wohnstallhausanbau mit Lehmstakengiebel, Satteldach, Gewerbebau zweieinhalbgeschossig, Ziegelbau um 1880 verputzt, Flachdach mit verzierten Balkenköpfen. | 08967153 |
| Direkt Bild zu diesem Denkmal hochladen | Wohnhaus in geschlossener Bebauung in Ecklage sowie Nebengebäude an der Gasse und Hofpflasterung                                                                               | Altmarktgäßchen 2 (Karte)                            | Kern 17. Jahrhundert (Wohnhaus); um 1895 (Wohnhaus) | Mit Laden, interessantes Wohn- und Gewerbegrundstück in straßenbildprägender Ecksituation, Nebengebäude mit Fachwerkobergeschoss, offenem Laubengang und Renaissanceportal, wissenschaftlich-dokumentarischer Wert, für Bauforschung und Ortsgeschichte bedeutsam. An der Kirchstraße dreigeschossig, drei Achsen, ortstypische Ladenzone (vier Wandpfeiler mit Löwenkopfkapitellen, Sandstein), Dach mit Ziegeldeckung und einseitigem Krüppelwalm, Altliste. | 08967154 |
| Direkt Bild zu diesem Denkmal hochladen | Wohnhaus in offener Bebauung in Hanglage | Am Lichtenberg 6 (Karte)                             | Vor 1800 | Ortsbildprägender Wohnbau mit Fachwerk-Obergeschoss in exponierter Hanglage, wissenschaftlich-dokumentarischer Wert. Zweigeschossig, Erdgeschoss massiv, Obergeschoss Fachwerk verputzt, Satteldach mit Ziegeldeckung, Giebelseite drei Achsen, hangseitig entstellende Anbauten. | 08967207 |
| Direkt Bild zu diesem Denkmal hochladen | Wohnhaus in offener Bebauung | Am Lichtenberg 8 (Karte)                             | Vor 1800 | Spannendes Gebäude in Hanglage mit wissenschaftlich-dokumentarischem Wert, für Bauforschung und Ortsbild bedeutsam. Zweigeschossig, Fachwerkbau, verputzt, Satteldach mit Ziegeldeckung, Haustür und Holzläden im Erdgeschoss um 1850. | 08965265 |
| Direkt Bild zu diesem Denkmal hochladen | Festsaal (im Dachgeschoss einer ehemaligen Fabrik) | An der Muldenwiese 12 (Karte)                        | 1922 | Bau- und ortsgeschichtlich von Bedeutung. Innenausstattung vollständig erhalten, Holzvertäfelung und Buntglasfenster (Auskunft der Unteren Denkmalschutzbehörde). | 09302001 |
| Direkt Bild zu diesem Denkmal hochladen | Wohnhaus in geschlossener Bebauung | Baderberg 2 (Karte)                                  | Anfang 19. Jahrhundert | Kleiner anmutiger Wohnbau mit schöner Haustür und Korbbogenportal. Zweigeschossig, drei Achsen, ausgebautes Dachgeschoss, Satteldach mit Biberschwanzdeckung und Schleppgaupe, Putzfassade, Hausdurchgang, sehr schöne Haustür, Barockportal aus Porphyrtuff mit Korbbogen und Schlussstein, Fenster neu, saniert. | 08967257 |
| Direkt Bild zu diesem Denkmal hochladen | Wohnhaus in geschlossener Bebauung in Ecklage (ehemals Niederlanggasse 1), und Hinterhaus auf der Stadtmauer                                                                   | Baderberg 2 (Karte)                                  | Um 1850 | Baugeschichtlich von Bedeutung, klassizistisches Portal, städtebaulich unverzichtbares Gebäude in Ecklage Baderberg und der Straßenflucht Badergasse, im Kontext der historischen Altstadt. Zweigeschossig, 5-2 Achsen, ausgebautes Dachgeschoss, Putzfassade, saniert, Fenster neu, städtebaulich sehr wichtig, Kreuzungssituation mit Badergasse, Baderberg und Oberlanggasse | 08967192 |
| Direkt Bild zu diesem Denkmal hochladen | Wohnhaus in geschlossener Bebauung mit Heiste | Baderberg 6 (Karte)                                  | Bezeichnet mit 1825 | Städtebaulich wichtiger Altstadtbau mit Fachwerk-Obergeschoss, wissenschaftlich-dokumentarischer Wert. Wohnhaus zweigeschossig, vier Achsen, Bruchsteinmauerwerk im Erdgeschoss, Obergeschoss Fachwerk, Portal aus Porphyrtuff mit Schlussstein bezeichnet mit 1825, Reste des Badertores und ehemaliger Stadtbefestigungsanlagen sind im Gebäude integriert | 08967258 |
| Direkt Bild zu diesem Denkmal hochladen | Wohnhaus in halboffener Bebauung | Baderberg 8 (Karte)                                  | Um 1820 | Malerischer Altstadtbau mit straßenraumakzentuierender Funktion, gegenüber der Alten Baderei, mit Fachwerk-Obergeschoss und Korbbogenportal aus Rochlitzer Porphyrtuff, für die Bauforschung von Interesse | 08967259 |
| Direkt Bild zu diesem Denkmal hochladen | Wohnhaus in offener Bebauung | Baderberg 12 (Karte)                                 | Bezeichnet mit 1837 | Für die städtebauliche Struktur des Baderberges unverzichtbares Gebäude, gegenüber der Alten Baderei, interessantes bauliches Bindeglied zwischen Oberstadt und Neumarkt, klassizistisches Portal. Zweigeschossig, vier Achsen, massives Erdgeschoss und Fachwerk-Obergeschoss, Erdgeschoss Natursteinfenstergewände, Haustürportal aus Porphyrtuff bezeichnet mit „Amende 1837“, Putzfassade, Krüppelwalmdach, Kunststofffenster. | 08967260 |
| Direkt Bild zu diesem Denkmal hochladen | Wohnhaus in geschlossener Bebauung in Ecklage | Badergasse 1 (Karte)                                 | Anfang 19. Jahrhundert | Mit Laden, außerordentlich wirkungsvoller schlichter Altstadtbau mit einer für Leisnig typischen Ladenzone in der Kirchstraße, für Bauforschung und Stadtgeschichte von Interesse, schlichter barocker Bau mit Korbbogenportal und Mansarddach | 08967155 |
|                                         | Wohnhaus in geschlossener Bebauung in Ecklage | Badergasse 2 (Karte)                                 | 2. Hälfte 19. Jahrhundert | Städtebaulich wichtiger Eckbau mit reizvoller gründerzeitlicher Fassade, wissenschaftlich-dokumentarischer Wert. Dreigeschossig, sechs Achsen in der Kirchstraße, Fenster in der Badergasse zugesetzt, Putzfassade mit Putz- und Sandsteingliederung, Ladenfront entstellt den Charakter des Hauses, Dach mit Eternitschindeln, originale Haustür, Fenster teilweise neu. | 08967157 |
| Direkt Bild zu diesem Denkmal hochladen | Wohnhaus in geschlossener Bebauung | Badergasse 7 (Karte)                                 | 1. Drittel 19. Jahrhundert | Schlichter aber reizvoller Bürgerhausbau im geschlossenen Straßenensemble, mit Korbbogenportal, sehr schöne Haustür. Dreigeschossig, drei Achsen, Putzfassade, Satteldach mit neuer Deckung, Fenstergewände im Erdgeschoss und ersten Obergeschoss Porphyrtuff, Haustürportal mit Korbbogen und verziertem Schlussstein, Fenster neu, saniert, Altliste. | 08967179 |
| Direkt Bild zu diesem Denkmal hochladen | Wohnhaus in geschlossener Bebauung | Badergasse 9 (Karte)                                 | Bezeichnet mit 1856, im Kern älter | Altstadttypischer Wohnbau, Bürgerhausbau im geschlossenen Straßenensemble, mit Korbbogenportal, Dokumentationswert. Dreigeschossig, fünf Achsen, Putzfassade, Haustürportal aus Porphyrtuff mit Korbbogen und Schlussstein bezeichnet mit 1856, Fenstergewände im Erdgeschoss profiliert, Fenster neu, saniert 1991, entstellender Dachausbau, im Kern vermutlich älter, Altliste. | 08967180 |
| Direkt Bild zu diesem Denkmal hochladen | Mietshaus in geschlossener Bebauung | Badergasse 12 (Karte)                                | Um 1880 | Ehemals mit Laden, kleiner, opulent dekorierter Historismusbau, Dokument gründerzeitlicher Baugesinnung. Dreigeschossig, vier Achsen, Putzfassade mit Putzgliederung Historismusdekor, Ladenfront aus Sandstein (Pilaster), Fensterverdachungen im ersten Obergeschoss ehemals so auch am Hauschildhaus Kirchstraße (vgl. Leisnig früher), Fenster neu, Sandsteinstufen zum Eingang, original: Haustür mit Gitter, Klinke und Oberlicht, Altliste. | 08967181 |
| Direkt Bild zu diesem Denkmal hochladen | Gewölbekeller (das Wohnhaus selber kein Denkmal) | Badergasse 14 (Karte)                                | 1725 | Dokument der Barockzeit für städtische Lager- und Bevorratungswirtschaft, für die Bauforschung von Interesse. Wohnhaus kein Denkmal mehr, Keller vermutlich 16. Jahrhundert, Altliste. | 08967182 |
|                                         | Wohnhaus in halboffener Bebauung | Bahnhofstraße 21 (Karte)                             | Um 1885 | Vorstadttypischer Gründerzeitbau, straßenbildgestaltend, Dokumentationswert. Zwei Geschosse, sechs Achsen, Mittelrisalit zwei Achsen, Bruchstein-Ziegel-Bau, Putzfassade mit Putzgliederung, Giebel drei Achsen, Satteldach mit Dachpappe, keine alten Fenster, unterkellert. | 08967415 |
| Weitere Bilder                          | Bahnhof mit Empfangsgebäude und Bahnsteigüberdachung sowie Nebengebäude | Bahnhofstraße 31 (Karte)                             | 1867–1868 (Empfangsgebäude); um 1886 (Wasserstation); um 1930 (Bahnsteighalle)                                                                          | Ortsgeschichtlich bedeutende Bahnhofsanlage der Bahnstrecke Borsdorf–Coswig (6386; sä. BC), das Hauptgebäude ein Bau der Gründerzeit. - Empfangsgebäude: zweigeschossige Eckbauten je drei Achsen mit eingeschossigem Verbindungstrakt, Putzfassade, Sandstein- und Putzgliederung, Traufe mit Lüftungsplatten aus Keramik, Höhenmarke auf der Bahnsteigseite, originale Fenster und Türen - Bahnhaus: Technisches Denkmal, eventuell Zisternenhaus, originale Haustür und Fenster, Putzfassade, Nebengebäude Putzfassade, eingeschossig mit Drempel, neun Achsen - Speicherbau (kein Denkmal): um 1925, Putzbau, originale Fenster in Nähe Bahnwärterhaus an der Brücke - ehemalige Bahnmeisterei, Nummer 590b: Abbruch vor 2008 | 08967391 |
| Direkt Bild zu diesem Denkmal hochladen | Bergkeller unterhalb der Burg, gegenüber dem Mühlenkomplex | Bergstraße (Karte)                                   | Bezeichnet mit 1894 | Ortsgeschichtlich von Bedeutung, Dokumentationswert | 08967374 |
| Direkt Bild zu diesem Denkmal hochladen | Stützmauer an der Bergstraße entlang | Bergstraße (Karte)                                   | Ende 19. Jahrhundert | Ortsbildprägend von Bedeutung. Stützmauer aus Bruchsteinmauerwerk. | 08967669 |
| Weitere Bilder                          | Ehemaliges Kaiserliches Postamt, mit Stützmauer und Terrasse sowie Toreinfahrt an der Bergstraße                                                                               | Bergstraße 2 (Poststraße 12) (Karte)                 | Um 1900 | Aufwändiger Historismusbau im Stil der Neurenaissance, Klinkerfassaden mit Sandsteingliederungen, Sockelgeschoss in Zyklopenmauerwerk, straßen- und stadtbildprägende Lage, weite Wirkung ins Muldental, baugeschichtlich, post- und ortsgeschichtlich von Bedeutung. Dreigeschossig, roter Klinkerbau, Terrassenvorbau und Sockelgeschoss Zyklopenmauerwerk, reiche Sandsteingliederung, original: Fenster, Gitter am Eingang, Fußabstreicher. Zusätzliche Anschrift: Poststraße 12 (Erweiterungsbau). | 08967144 |
| Direkt Bild zu diesem Denkmal hochladen | Mietshaus in offener Bebauung mit Gartenhaus und Einfriedung | Bergstraße 4 (Karte)                                 | Um 1880 | Reizvoll gelegener Wohnbau am Rand des Villenviertels, städtebaulich und stadtbaugeschichtlich von Interesse, pittoresker Fassadendekor der Gründerzeit von spätklassizistischer Wirkung. Dreigeschossig, fünf Achsen, Erdgeschoss Bruchstein, im Obergeschoss Ziegelmauerwerk, Putzfassade mit Putz- und Stuckgliederung, original: Haustür und Oberlicht, Fenster überwiegend, teilweise Winterfenster, Fenstergitter im Erdgeschoss, Einfriedung, Altliste. | 08967328 |
| Direkt Bild zu diesem Denkmal hochladen | Mietvilla | Bergstraße 6 (Karte)                                 | Um 1885 | Baugeschichtlich von Bedeutung, ein Gründerzeitgebäude, mit feiner Putzfassade werbender Wohnbau in reizvoller Lage oberhalb des Muldentales, städtebaulich bedeutsam. Zwei Geschosse, Putzfassade mit Putz-, Kunststein- und Sandsteingliederung, original: Haustür mit Gitter, Innentüren, einfache Fußbodenfliesen, einige Fenster. | 08967667 |
| Direkt Bild zu diesem Denkmal hochladen | Villa | Bergstraße 6a (Karte)                                | Bezeichnet mit 1900 | Stadtbildprägender Wohnbau, in exponierter Hanglage, ein Gründerzeitgebäude (Klinkerfassade) mit Fachwerkturm, Dokument in muldentalseitigen Villengebiet für die Baukultur der Zeit. Erdgeschoss Porphyrtuffmauerwerk, Obergeschoss Klinkerfassade, Dachflächen und Turmdach mit Biberschwanzziegeln, Turm-Obergeschoss mit Sichtfachwerk, Fenster neu, saniert, Foto von Bergstraße aus, Altliste. | 08967329 |
|                                         | Mietvilla mit Einfriedung | Bergstraße 8 (Karte)                                 | Um 1880 | Reizvoll über der Bahnhofvorstadt gelegener gründerzeitlicher Wohnbau mit feinsinnig strukturierter Putzfassade, baugeschichtlich von Bedeutung. Zweigeschossig, drei Achsen, Putzfassade mit Putz- und Sandsteingliederung, Haustür neu (nur Klinke alt), flaches Walmdach, reizvolle Lage über der Bahnhofvorstadt, Einfriedung: Pfeiler mit Sandsteinabdeckung, Zaunfelder aus Eisen. | 08967330 |
| Direkt Bild zu diesem Denkmal hochladen | Wohnhaus in offener Bebauung | Borngasse 3 (Karte)                                  | Anfang 19. Jahrhundert | Verputzter Fachwerkbau, sozialgeschichtliches Dokument der Vorstadtentwicklung, wissenschaftlich-dokumentarischer Wert, für die Stadtgeschichtsforschung von Interesse. Zweigeschossig, vier Achsen im Obergeschoss, Satteldach mit Ziegeldeckung, Giebelspitze verbrettert/verputzt, Putzfassade, alle Fenster mit Winterfenstern, Rückfront Fachwerk im Obergeschoss teilweise (mit Lehmausfachung), Bruchsteinsockel, verputzt, mit kleinem Anbau zweigeschossig, zwei Achsen, Satteldach. | 08967270 |
| Direkt Bild zu diesem Denkmal hochladen | Wohnhaus in geschlossener Bebauung | Breite Gasse 7 (Karte)                               | Bezeichnet mit 1749 | Schlichter Barockbau mit Fachwerk-Obergeschoss, mit schönem Korbbogenportal aus Porphyrtuff, Geschichts- und Dokumentationswert. Zweigeschossig, drei Achsen, massives Erdgeschoss, Obergeschoss Sichtfachwerk, aus Porphyrtuff Korbbogenportal mit dekoriertem Schlussstein (bezeichnet mit 1749), Haustür und Fenster entstellend, Dach zu DDR-Zeiten ausgebaut mit zwei Dachliegefenstern, Dachpappedach, Altliste, bis 2008 irrtümlich unter Breite Straße 7 in der Denkmalliste. | 08967274 |
|                                         | Wasserturm | Breiter Rain (Karte)                                 | Um 1920 | Landschaftsgestaltend und technikgeschichtlich von Bedeutung. Stahlbetonbau, Klinkersockel, Putzfassade, um 1999 saniert, Fenster neu. | 08967340 |
| Direkt Bild zu diesem Denkmal hochladen | Wohnhaus in geschlossener Bebauung | Burglehn 1 (Karte)                                   | Um 1808 | Historisches Gebäude im Ensemble der Burg Leisnig, gelegen an der Hauptzuwegung zum Burgkomplex, schönes Segmentbogenportal. Dreigeschossig, vier Achsen, Putzfassade, ausgebautes Dachgeschoss, Fenstergewände neu aus Rochlitzer Porphyrtuff, Fenster neu, Haustür mit Oberlicht, saniert. | 08967218 |
| Weitere Bilder                          | Mirushaus und Miruspark (Sachgesamtheit) | Burglehn 2, 4 (Karte)                                | 1866–1867 | Sachgesamtheit Mirushaus und Miruspark mit den Einzeldenkmalen: Wohnhaus, künstlich angelegte Ruine und Felsentunnel (siehe 08967213) sowie dem Park (Gartendenkmal) mit Architekturfragmenten (unter anderem zweigeschossiger Gartenpavillon zum Muldental hin) als Sachgesamtheitsteil; für die Stadtgeschichte von hoher Wertigkeit, gartenkünstlerisch von Bedeutung | 09301942 |
| Weitere Bilder                          | Wohnhaus (zwei Hausteile) sowie künstlich angelegte Ruine und Felsentunnel im angrenzenden Park (Einzeldenkmale der Sachgesamtheit 09301942)                                   | Burglehn 2, 4 (Karte)                                | 1811 (Felsentunnel); um 1840 (Nr. 4); 1866 (Nr. 2); 1866 (Ruine)                                                                                        | Einzeldenkmale der Sachgesamtheit Mirushaus und Miruspark; für die Stadtgeschichte von hoher Wertigkeit, das Wohnhaus mit Eckturm, ein prächtiger Bau in exponierter Lage am Hauptzugang zur Leisniger Burg, im Stil einer noch klassizistisch wirkenden Neorenaissance. Zweigeschossig, Ecke dreigeschossig, Putzfassade mit reichen klassizistischen Gliederungselementen, Haustür mit originaler Windfangtür, italienischer Renaissance verhaftet, 5-1-7 Achsen, Fenster neu, saniert, Anbau zweigeschossig, fünf Achsen, Putzfassade mit Gliederung, 1866 künstliche Ruine angelegt, Altliste. | 08967213 |
| Direkt Bild zu diesem Denkmal hochladen | Wohnhaus in halboffener Bebauung | Burglehn 3 (Karte)                                   | Um 1782 | Städtebaulich, wissenschaftlich und geschichtliche von Interesse, am Hauptzugang zur Leisniger Burg, in Korrespondenz zum benachbarten Mirushaus, barockes Segmentbogenportal. Dreigeschossig, sieben Achsen an der talseitigen Traufseite, Putzfassade, ausgebautes Dachgeschoss, Gewände aus Porphyrtuff, saniert, Altliste. | 08967214 |
| Direkt Bild zu diesem Denkmal hochladen | Wohnhaus in offener Bebauung | Burglehn 5 (Karte)                                   | Um 1840 | Dokument der baulichen Weiterentwicklung des Burgbergareals nach Verlust der Wehrfunktion, stadtgeschichtlich interessant, klassizistisches Portal. Zweigeschossig, Giebelseite drei Achsen, Bruchsteinmauerwerk im Erdgeschoss, Putzfassade, Außentreppe, Haustürrahmung Sandstein. | 08967215 |
| Weitere Bilder                          | Burg Mildenstein (Sachgesamtheit) | Burglehn 6 (Karte)                                   | Ab 11. Jahrhundert | Sachgesamtheit Burg Mildenstein mit den Einzeldenkmalen: Wohn- und Wirtschaftsgebäude, Burgmauer, Kapelle, Bergfried, Wallgraben, Torhaus (siehe 08967376) und dem Sachgesamtheitsteil Burgberg; imposante Anlage, landesgeschichtliche, ortsgeschichtliche, baugeschichtliche, baukünstlerische sowie städtebauliche (ortsbildprägende) und landschaftsgestaltende Bedeutung, als Ort eines frühen Konzentrationslagers der NS-Zeit (1933) auch zeitgeschichtliche Bedeutung | 09301943 |
| Weitere Bilder                          | Burganlage mit Wohn- und Wirtschaftsgebäuden, Burgmauer, Kapelle, Bergfried, Wallgraben und Torhaus (Einzeldenkmale der Sachgesamtheit 09301943)                               | Burglehn 6 (Karte)                                   | Ab 11. Jahrhundert (Burgbestandteil); um 1100 (Burgkapelle); letztes Drittel 12. Jahrhundert Weiterbau mit Ziegeln (Bergfried)                          | Einzeldenkmale der Sachgesamtheit Burg Mildenstein; imposante Anlage, Bedeutung für die Kulturlandschaft, Erinnerungs-, Geschichts- und Volksbildungswert, bauhistorisch von Interesse, Seltenheitswert, künstlerische Wertigkeit (romanisch-gotische Kapelle) | 08967376 |
|                                         | Wohnhaus in offener Bebauung mit Einfriedung | Burglehn 7 (Karte)                                   | 17. Jahrhundert, später überformt | Ortsgeschichtlich von Bedeutung, ortsbildprägendes Dokument des Burgbergareals, im Kern ein Renaissancebau mit hohem Walmdach, barockes Portal. Zweigeschossig, sechs Achsen, Fenstergewände Porphyrtuff (profiliert), hohes und steiles Walmdach mit Ausbauten und neuer Ziegeldeckung, barocke Haustür mit Oberlicht, Fenster neu, saniert. | 08967216 |
| Weitere Bilder                          | Wehrturm, ehemals mit Natursteinwohnhaus im unteren Bereich (Burgwartsturm, Vorburgturm)                                                                                       | Burglehn 7 (neben) (Karte)                           | 12. Jahrhundert | Eines der ältesten Bauwerke Leisnigs, Geschichts- und Seltenheitswert | 08967217 |
| Weitere Bilder                          | Wohnstallhaus | Burglehn 9 (Karte)                                   | Mitte 19. Jahrhundert | Ortsbildcharakterisierende Lage auf dem Burgberg, wissenschaftlich-dokumentarischer Wert, Zeugnis der Entwicklung des Burgareals, mit klassizistischem Portal. Zweigeschossig, vier Achsen, Putzfassade, Fenstergewände Naturstein, klassizistisches Haustürportal aus Naturstein, Walm zur Talseite, Krüppelwalm zur Straße, Ziegeldeckung, alte Fenster teilweise erhalten, Wohnstallhaus auch Hausnummer Nummer 9/3. Nebengebäude mit Hausnummer Nummer 9/2 und 9/1 keine Denkmale, benachbartes Wohnhaus mit Hausnummer Nummer 11 ebenfalls kein Denkmal. | 08967212 |
| Direkt Bild zu diesem Denkmal hochladen | Wohnhaus in geschlossener Bebauung in Ecklage | Chemnitzer Straße 3 (Lindenplatz 2) (Karte)          | Um 1890, Umbau 1928 | Mit Laden, städtebaulich unverzichtbarer Eckbau, stadtgeschichtlicher Wert. Zweigeschossig, Eckladen, Putzfassade, Ziegeldach. | 08967295 |
|                                         | Wohnhaus in halboffener Bebauung in Ecklage | Chemnitzer Straße 6 (Karte)                          | 2. Hälfte 19. Jahrhundert, später überformt | Mit Läden, großer straßenbildprägender Wohnbau in städtebaulich exponierter Lage am Beginn der gründerzeitlichen Geschäftsstraße, schönes Eingangsportal um 1930. Dreigeschossig, elf Achsen, zum Peter-Apian-Platz acht Achsen, Bruchsteinsockel verputzt, Putzfassade, Fenstergewände aus Hilbersdorfer Porphyrtuff, drei Achsen an der Scheunengasse, Rückfront mit Kunststofffenstern, Fenster neu, original: sehr schöne Haustür und zwei Ladenfronten 1925/1930 mit Werbeschriften, Altliste. | 08967321 |
|                                         | Wohnhaus in geschlossener Bebauung | Chemnitzer Straße 7 (Karte)                          | Anfang 20. Jahrhundert | Putzfassade, Ladenzone mit aufwändiger Ladenfront, städtebaulich und baugeschichtlich von Bedeutung. Dreigeschossig, acht Achsen, ausgebautes Dachgeschoss, Putzfassade, Ladenfront aus Sandstein, Türen neu, Fenster entstellend, Satteldach mit Ziegeldeckung, Fensterrahmungen aus Naturstein, steriler Eingangsbereich, saniert, Altliste. | 08967297 |
|                                         | Wohnhaus in geschlossener Bebauung | Chemnitzer Straße 10 (Karte)                         | Um 1870 | Mit Laden, städtebaulich und baugeschichtlich von Bedeutung, ansprechender straßenraumgestaltender frühgründerzeitlicher Ziegelbau mit pittoresker Putzfassade. Dreigeschossig, sieben Achsen, Seitenrisalite mit Zwerchhäusern, feinstrukturierte Putzfassade mit Putz- und Stuckgliederung, mit Tordurchfahrt und Ladenfronten um 1935, Altliste. | 08967319 |
|                                         | Geschäftshaus (ehemaliges Bankgebäude, heute Stadtbibliothek) in halboffener Bebauung in Ecklage                                                                               | Chemnitzer Straße 11 (Karte)                         | Um 1892 | Baugeschichtlich von Bedeutung, prachtvoller Verwaltungsbau mit Klinkerfassade, ehemals Vereinsbank, später Leisniger Bank, einer der schönsten Leisniger Historismusbauten, Bedeutung für Stadtgeschichte und Volksbildung. Dreigeschossig, Klinker-Putz-Sandstein-Fassade, ehemals Post (?), original: Steintreppenhaus bis zweites Obergeschoss, dann sehr schöne Holztreppe, Wohnungseingangstüren, Terrazzo im Eingangsbereich, Windfangtür mit Strukturglas, Haustür mit Gitter, Kellerfenstergewände, Altliste. | 08967298 |
|                                         | Wohnhaus in geschlossener Bebauung (Gasthaus Zum Stadtkrug) | Chemnitzer Straße 13 (Karte)                         | Um 1870 | Mit Gaststätte, baugeschichtlich von Bedeutung, klassizistisch wirkender Putzbau im geschlossenen Straßenzug mit sehr schönem Fassadendekor. Dreigeschossig, sechs Achsen, Putzfassade mit Putz- und Stuckgliederung, ausgebautes Dachgeschoss, saniert, Fenster und Haustür neu, zwischen Erdgeschoss und erstem Obergeschoss sehr schönes Stuckdekorband, Altliste. | 08967324 |
| Direkt Bild zu diesem Denkmal hochladen | Mietshaus in geschlossener Bebauung | Chemnitzer Straße 14 (Karte)                         | Um 1885 | Mit Laden, städtebaulich bedeutsames Gebäude gegenüber der Einmündung der Würkertstraße, Dokument der gründerzeitlichen Stadtentwicklung, Fassade noch von klassizistischer Wirkung. Dreigeschossig, sechs Achsen, Seitenrisalite je zwei Achsen, ausgebautes Dachgeschoss, Putzfassade, Gliederung durch profilierte Fensterrahmungen, im ersten Obergeschoss vier Fensterverdachungen auf kleinen Stuckkonsolen, Fenster neu, Haustür original mit Gitter und Oberlicht mit geätzten Scheiben, Laden um 1900, Altliste. | 08967305 |
|                                         | Wohnhaus in geschlossener Bebauung | Chemnitzer Straße 15 (Karte)                         | Um 1870 | Mit Laden, baugeschichtlich von Bedeutung, Dokumentationswert, wohlproportionierter Putzbau im geschlossenen Straßenzug. Dreigeschossig, vier Achsen, Putzfassade, Bruchsteinsockel, Fensterrahmungen aus Naturstein, neue Fenster wenig vorteilhaft, sehr schöne originale Haustür mit Gitter. | 08967317 |
|                                         | Mietshaus in geschlossener Bebauung sowie Garagen im Hof | Chemnitzer Straße 16 (Karte)                         | 1875/1880 | Mit Ladenzone, baugeschichtlich und städtebaulich von Bedeutung, breitgelagertes gründerzeitliches Gebäude mit reicher Fassadengestaltung. Von klassizistischer Wirkung, Blickfang gegenüber der Einmündung Würkertstraße, Dokumentationswert dreigeschossig, neun Achsen, Seitenrisalite je zwei Achsen, ausgebautes Dachgeschoss, Putzfassade mit feiner Putz/Stuckgliederung und Sandsteingliederung, Haustür entstellend, zwei Ladeneinbauten, unterkellert, Fenster teilweise neu, Fassade selbst noch unsaniert, Garagen-Hofgebäude: Zwei Tore, Hoftür mit Sandsteinrahmung, Putzfassade, Flachdach, Obergeschoss drei Fenster mit Klappläden und Kunststofffenstern, Altliste. | 08967299 |
| Direkt Bild zu diesem Denkmal hochladen | Wohnhaus im Hof | Chemnitzer Straße 18 (Karte)                         | Bezeichnet mit 1799 | Bedeutung für die Bauforschung, Seltenheitswert, schlichter Barockbau mit zwei Korbbogenportalen aus Porphyrtuff, baugeschichtlicher Wert. Zweigeschossig, sieben Achsen, Giebel zwei Achsen, Bruchsteinmauerwerk, Giebelseite Fachwerk, verputzt, Krüppelwalmdach mit Ziegeldeckung, zwei Korbbogenportale mit Schlusssteinen und Fenstergewände aus Porphyrtuff, Fenster alt, teilweise Winterfenster, leerstehend, Lage hat Seltenheitswert. | 08967322 |
|                                         | Wohnhaus in geschlossener Bebauung | Chemnitzer Straße 20 (Karte)                         | Um 1885 | Städtebaulich von Bedeutung, straßenbildprägender Putzbau im gründerzeitlichen Stadterweiterungsgebiet. Dreigeschossig, sechs Achsen, Putzfassade, Gliederung hauptsächlich durch Fensterrahmungen, Fenster neu, zwei Dachgaupen, Satteldach mit Ziegeldeckung. | 08967306 |
|                                         | Wohnhaus in geschlossener Bebauung mit Hofanbau und großer Durchfahrt | Chemnitzer Straße 22 (Karte)                         | Um 1860 | Baugeschichtlich und städtebaulich von Bedeutung, breit gelagerter straßenbildcharakterisierender Putzbau mit klassizistischem Portal, wissenschaftlich-dokumentarischer Wert, für die Bauforschung von Interesse. Zweigeschossig, zehn Achsen, Drempel, große Toreinfahrt mit Natursteinrahmung, Putzfassade, unterkellert, Rückseite ein originales Fenster, Satteldach mit Ziegeldeckung, Hoftür alt, Anbau zweigeschossig, Drempel, Bruchsteinmauerwerk, Fenster teilweise Natursteinrahmungnen, Türen original, Altliste. | 08967307 |
|                                         | Mietshaus in halboffener Bebauung in Ecklage | Chemnitzer Straße 23 (Karte)                         | 1908 | Baugeschichtlich und städtebaulich von Bedeutung, anspruchsvoller straßenbildprägender Eckbau mit reicher Innenausstattung, im Stil des Späthistorismus. Dreigeschossig, vielteilig ausgebautes Dachgeschoss, Eckerker mit Turmaufsatz, Giebel, Kunststeinsockel, Putzfassade, reiche Natursteingliederung, Fenster neu, unterkellert, Ziegeldach, Turm verschiefert, original: Jugendstil-Wandfliesen, Terrazzo mit Mosaik und Stuck im Eingangsbereich, teilweise in den Wohnungen(?), Stuckrosette im Erdgeschoss, Treppenhaus mit Eisengeländer, Windfangtür, Treppenhausfenster mit farbiger Bleiverglasung, Kellerfenstergewände, Haustür, Gewerbe- und Garagenanbau an der Rosa-Luxemburg-Straße, Altliste. | 08967316 |
|                                         | Mietshaus in geschlossener Bebauung, mit Seitenflügel im Hof | Chemnitzer Straße 25 (Karte)                         | 1910/1915 | Baugeschichtlich und städtebaulich von Bedeutung, prachtvoller Reformstilbau, Zeugnis anspruchsvoller bürgerlicher Baugesinnung der Zeit. Viergeschossig, Putzfassade mit Putzgliederung, zeittypischer Dekor, mächtiger Zwerchgiebel, unterkellert, rückwärtiger Flügelanbau, hofseitig Balkone, original: Fenster im Zwerchgiebel, Haustür mit Oberlicht, Hoftür, Treppenhausfenster mit schöner Bleiverglasung, Hoftür des Anbaues, Gitter der Balkone, Altliste. | 08967314 |
|                                         | Wohnhaus in halboffener Bebauung, an der Kreuzung Johannistalstraße | Chemnitzer Straße 27 (Karte)                         | Um 1860 | Dokumentations- und städtebaulicher Wert, Zeugnis der Stadtentwicklung. Zweigeschossig, 5-3 Achsen, Drempel, Putzfassade, Natursteingewände, Satteldach mit Ziegeldeckung, Fenster und Ladentür wenig vorteilhaft. | 08967323 |
|                                         | Wohnhaus in geschlossener Bebauung | Chemnitzer Straße 28 (Karte)                         | Um 1870 | Baugeschichtlich von Bedeutung, Dokument der gründerzeitlichen Stadterweiterung, Fassade von klassizistischer Wirkung. Zweigeschossig, sechs Achsen, Putzfassade mit Putz- und Stuckgliederung, Satteldach mit Ziegeldeckung und drei Dachhäuschen, unterkellert, Rückfront entstellend mit Haustür und Fenstern aus Kunststoff, Hofgebäude zweigeschossig, Putzbau, leerstehend, soll abgebrochen werden, Altliste. | 08967308 |
|                                         | Wohnhaus in halboffener Bebauung | Chemnitzer Straße 29 (Karte)                         | Um 1870 | Mit Eckladen, städtebaulich unverzichtbarer Eckbau, Dokument der Stadtentwicklung, Lage schräg gegenüber dem Friedhof, ortsentwicklungsgeschichtlich von Bedeutung. Zweigeschossig, 5-1-3 Achsen, Sandsteinsockel, fein strukturierte Putzfassade, Eckladen, profilierte Gewände, Fördermittel 1996, Altliste. | 08967313 |
| Weitere Bilder                          | Sieben Mietshäuser und Vorgarten sowie rückwärtige Stützmauer an der Johannistalstraße und Jahnstraße                                                                          | Chemnitzer Straße 31, 33, 35, 37, 39, 41, 43 (Karte) | Um 1912 | Baugeschichtliche und städtebauliche Bedeutung, einheitlich gestaltete Reformstilbauten. Drei Geschosse, ausgebautes Dachgeschoss, Putzfassade mit Putz- und Kunststeingliederung, rückseitig verglaste Balkone Original: - Nummer 31: Terrazzo und Schablonenmalerei im Eingangsbereich, Haustür Strukturglas, Wohnungseingangstüren, Kellertür, Hoftür, Türen im Inneren, Treppenhaus, Treppenhausfenster mit farbiger Bleiverglasung, Ladentür und Klinke, Fenster - Nummer 33: Haustür und Kunststofffenster neu - Nummer 35: Fenster, Haustür, Tür zum Keller, Oberlicht - Nummer 37: Fenster, Haustür, Oberlicht, Garagentor, Windfangtür mit Oberlicht, Terrazzo im Eingangsbereich, Wohnungseingangstüren, Treppenhaus, Hoftür, bleiverglaste Treppenhausfenster neu - Nummer 39: Fenster, Haustür, Oberlicht, Windfangtür, Terrazzo im Eingangsbereich, Treppenhaus mit Schablonenmalerei, bleiverglaste Treppenhausfenster, Hoftür und Klinke, Wohnungseingangstüren mit Gitter und Oberlicht - Nummer 41: Windfangtür mit Oberlicht, Terrazzo im Eingangsbereich, Haustür mit Oberlicht, entstellende Kunststofffenster - Nummer 43 (Abbruch 2002 genehmigt, 2008 noch kein Abbruch erfolgt): Haustür, Oberlicht, Kellerfenster, entstellende Kunststofffenster | 08967666 |
|                                         | Wohnhaus in geschlossener Bebauung | Chemnitzer Straße 36 (Karte)                         | Vermutlich um 1860 | Mit späterem Ladeneinbau, Putzbau im geschlossenen Straßenzug mit Art-déco-Reliefs, interessante Ladenzone mit Werbeschriftzug, Seltenheitswert, baugeschichtlich von Bedeutung. Zweigeschossig, vier Achsen, originale Ladenfront um 1938, Putzfassade mit 1930er Jahre-Dekor, sehr schöner Schriftzug „Arno Berthold“, Kunststeinsockel, Satteldach mit Ziegeldeckung und Schleppgaupen, original 1938: Haustür, Laden, Auslage-Vitrine, Inschrift, Altliste. | 08967309 |
|                                         | Mietshaus in geschlossener Bebauung, ehemals mit Café Dohme | Chemnitzer Straße 38 (Karte)                         | Um 1890 | Dokument der Stadtbauentwicklung an der wichtigsten Zufahrtsstraße zur Altstadt, gründerzeitliches Gebäude mit Art-déco-Fassade der 1920er Jahre. Dreigeschossig, acht Achsen, vgl. Nummer 10 (gleicher Bautyp), mit Tordurchfahrt, Ladeneinbau ehemals Café Dohme, Putzfassade mit Überformung (Art-Decó-Dekor), überwiegend sehr entstellende Kunststofffenster, unterkellert, Altliste. | 08967310 |
|                                         | Mietshaus in geschlossener Bebauung | Chemnitzer Straße 40 (Karte)                         | 1885/1890 | Mit Laden, baugeschichtlich von Bedeutung, ansprechender Putzbau mit historistischem Fassadendekor, sehr wichtige städtebauliche Lage am Kreuzungsbereich Johannistalstraße. Dreigeschossig, fünf Achsen, links Seitenrisalit zwei Achsen mit vier Geschossen, Laden, Dachgeschoss ausgebaut, historistische Putzfassade mit Putz- und Stuckgliederung, im zweiten und dritten Obergeschoss neue Fenster, Sandsteinwerksteine, Altliste. | 08967311 |
| Weitere Bilder                          | Villa mit Garten, Einfriedung, Gehwegpflaster des Zugangs, Straßenpflaster sowie Fabrikgebäude und Nebengebäude im Hof                                                         | Chemnitzer Straße 52 (Karte)                         | Bezeichnet mit 1899 | Fabrikantenvilla in herrschaftlicher Lage, eindrucksvolle Anlage, Geschichts- und Volksbildungswert. Eingeschossig, ausgebautes Kellergeschoss und Dachgeschoss, Zwerchhaus (Giebel bezeichnet mit 1899), grünglasierte Biberschwanzziegel original, Fenster neu, Klinkerfassade mit reicher Sandsteingliederung, original: zwei Fenster auf der Hofseite, Haustür um 1935 mit geschliffenen Scheiben. | 08967344 |
| Direkt Bild zu diesem Denkmal hochladen | Mietvilla mit Vorgarten | Chemnitzer Straße 55 (Karte)                         | 1866 | Origineller Putzbau im neugotischen Stil mit Treppengiebel, baugeschichtlicher Dokumentationswert, Zeugnis Leisnigs reicher Villenbaukultur. Zweigeschossig, Putzfassade, Gliederungsbänder und Rahmungen aus Sandstein und Porphyrtuff, neue Dachdeckung, Fenster neu, original: Haustür und Oberlicht, Förderung 1993, Altliste. | 08967343 |
| Weitere Bilder                          | Nicolaikirche mit Kirchhof (Sachgesamtheit) | Colditzer Straße 1 (Karte)                           | 1527 | Sachgesamtheit Nicolaikirche mit Kirchhof mit den Einzeldenkmalen: Kirche (mit Ausstattung), Torhaus, Einfriedung, Kriegerdenkmal für die Gefallenen des Ersten Weltkrieges und einige Grabmale (siehe 08967312) und dem Kirchhof (Gartendenkmal) mit Trauerhalle als Sachgesamtheitsteil; gartenkünstlerisch von Bedeutung, Geschichtswert, der Kirchenaltar kunstgeschichtlich von Bedeutung, für die Volksbildung von Interesse. Kriegsgräberanlage, Altliste. | 09301953 |
| Weitere Bilder                          | Nicolaikirche mit Ausstattung, Torhaus, Einfriedung, Kriegerdenkmal für die Gefallenen des Ersten Weltkrieges und einige Grabmale (Einzeldenkmale der Sachgesamtheit 09301953) | Colditzer Straße 1 (Karte)                           | 1509 (Flügelaltar); 1540 (Kirche); 1542–1725 (Grabmal); nach 1637 (Kruzifix); 1955/56 (Kirchenausstattung)                                              | Einzeldenkmale der Sachgesamtheit Nicolaikirche mit Kirchhof; spätgotische Kirche, der Kirchenaltar kunstgeschichtlich von Bedeutung, für die Volksbildung von Interesse. Saalkirche von 1540 mit spätgotischem Flügelaltar von 1509. Torhaus: 1826, Baudenkmal seit 1936. Kriegsgräberanlage, Altliste. | 08967312 |
|                                         | Mietshaus in geschlossener Bebauung | Colditzer Straße 6 (Karte)                           | Bezeichnet mit 1901 | Baugeschichtlich von Bedeutung, kleiner, aber opulent dekorierter später Gründerzeitbau, Dokumentationswert. Zweigeschossig, sechs Achsen, Mittelrisalit mit Balkon und Zwerchgiebel, zwei stehende Dachgaupen, Ziegeldach, Putzfassade mit reicher Gliederung, sehr sehr entstellende Kunststofffenster und dämliche Balkontür, Bruchsteinsockel, original: Haustür mit Gitter und Klinke und Oberlicht, Balkongitter, Altliste. | 08967331 |
|                                         | Mietshaus in geschlossener Bebauung | Colditzer Straße 8 (Karte)                           | Bis 1904 | Straßenbildbestimmender prächtiger späthistoristischer Gründerzeitbau mit Jugendstilelementen, Zeugnis hoher Baukultur der Zeit, baugeschichtlich von Bedeutung. Mit Tordurchfahrt, dreigeschossig, sechs Achsen im Erdgeschoss, Kastenerker, ausgebautes Dachgeschoss, Zwerchhaus zwei Achsen, Mansardbereich verschiefert, Kunststeinsockel, Putzfassade mit sehr reicher Gliederung, filigrane Jugendstilreliefs, original: alle Fenster, Tor mit Oberlicht, Balkontüren und -brüstungsgitter, Altliste. | 08967332 |
|                                         | Mietshaus in geschlossener Bebauung | Colditzer Straße 10 (Karte)                          | 1895/1900 | Ansprechender gründerzeitlicher Wohnbau im geschlossenen Straßenzug, Dokumentationswert, hoher Authentizitätsgrad. Dreigeschossig, sechs Achsen, ausgebautes Dachgeschoss, Ziegeldach, Putzfassade mit Putz- und Kunststeingliederung, original: Haustür mit Klinke und Oberlicht, fast alle Fenster. | 08967333 |
|                                         | Villa | Colditzer Straße 11 (Karte)                          | Um 1900 | Gründerzeitliches Gebäude mit Gesprengegiebel (Anklänge an den Schweizerhausstil), baugeschichtlicher Dokumentationswert. Eingeschossig, vier Achsen, Dachgeschoss und Keller ausgebaut, Natursteinsockel (Zyklopmauerwerk), Putzfassade, Gliederung durch Fensterrahmungen, Mittelrisalit zwei Achsen und Zwerchhaus, alle Giebel mit reichem Freigespärre, Fenster im Erdgeschoss noch original, Altliste. | 08967336 |
|                                         | Wohnhaus in geschlossener Bebauung konzipiert | Colditzer Straße 12 (Karte)                          | Um 1880 | Schlichter breitgelagerter gründerzeitlicher Putzbau, Dokument der vorstädtischen Entwicklung. Zwei Geschosse, sieben Achsen, Putzbau mit Putzgliederung, Fenster neu, Satteldach mit Ziegeldeckung, ausgebautes Dachgeschoss, saniert, rückseitig entstellende Anbauten, original: Haustür mit Oberlicht und sehr schönen Gittern, Altliste. | 08967665 |
|                                         | Wohnhaus und Nebengebäude im Hof | Colditzer Straße 13 (Karte)                          | Um 1910 | Baugeschichtlich von Bedeutung, ansprechender, villenartiger Wohnbau im Reformstil der Zeit um 1910 mit originaler Ausstattung. Zweigeschossig, Sockel aus Rustika-Porphyrtuffquaderung, Putzfassade, Fenster neu, Windfangvorhalle mit dorischer Säule, original: Haustür mit geschliffenen Scheiben und Klinke, Treppenhausfenster mit farbiger Bleiverglasung, Kellerfenster. | 08967337 |
| Direkt Bild zu diesem Denkmal hochladen | Doppelmietshaus in offener Bebauung im Hofbereich | Colditzer Straße 15, 17 (Karte)                      | Bezeichnet mit 1907–1908 | Interessanter Wohnbau im Reformstil der Zeit um 1910, mit Fassadengliederung durch Rochlitzer Porphyrtuff, Dokumentationswert. Putzfassade mit reicher Porphyrtuff-Fassadengliederung, entstellende weiße Kunststofffenster, Haustür neu, neue Wohnungseingangstüren, original: Steintreppenhaus, einfache Fußbodenfliesen, Treppenhaus mit Eisengeländer, Kellerfenstergewände, Kellertür mit Klinke, Kellerfenster, vielleicht im Zusammenhang mit der benachbarten Kaserne erbaut. | 08967338 |
|                                         | Mietvilla | Colditzer Straße 22 (Karte)                          | Um 1890 | Ein Gründerzeitgebäude (Klinkerfassade), reizvoller baulicher Akzent im Straßenverlauf, mit schöner hölzerner Veranda, Geschichts- und Dokumentationswert. Zweigeschossig, ausgebautes Dachgeschoss, Klinker-Putz-Fassade, Natursteinsockel (Porphyrtuff), sehr schöner Holzveranden-Anbau, Fenster neu, Dachzone teilweise, möglicherweise ehemals Fabrikantenvilla mit Kontor, original: schmiedeeisernes Gitter auf dem Dach und Blitzableiterstange. | 08967334 |
|                                         | Mietvilla mit Vorgarten und Einfriedung | Colditzer Straße 27 (Karte)                          | Bezeichnet mit 1907 | Baugeschichtlich von Bedeutung, reich gegliederter gründerzeitlicher Putzbau in exponierter städtebaulicher Lage, mit Gesprenge-Giebel. Zweigeschossig, vier Achsen, reich gegliederte Putzfassade, Zwerchgiebel mit Freigespärre, Bruchsteinsockel (Porphyrtuff-Zyklopmauerwerk), original: historistische Haustür, Altliste. | 08967342 |
| Direkt Bild zu diesem Denkmal hochladen | Produktionsgebäude | Eulenbergstraße 2 (Karte)                            | Um 1885 | Giebelständiger gründerzeitlicher Putzbau mit feiner Gliederung, Dokument der städtischen Handwerks- und Industriegeschichte. Zweigeschossig, drei Achsen an der Straße, Bruchsteinsockel, Putzfassade mit sehr schöner Wandpfeilergliederung, flach geneigtes Dach mit weitem Überstand, Fenster teilweise original, zwei Gebäudeteile, über Hauseingang Speicherluke. | 08967275 |
|                                         | Wohnhaus in offener Bebauung in Ecklage | Franciscus-Nagler-Straße 2 (Karte)                   | Um 1892 | Markanter historistischer Eckbau, Dokumentationswert, baugeschichtlich und städtebaulich bedeutsam, Bestandteil des Leisniger Villenviertels. Zweigeschossig, Sandsteinsockel, bewegte Fassadengliederung, gebrochene Ecke mit Eckerker mit Spitzhelmaufsatz, ausgebautes Mansarddach ehemals mit Schieferdeckung, Vorsicht, die ersten Kunststofffenster beschädigen die Architektur, Austritt, original: Fenster überwiegend (Foto Fenster im Erdgeschoss an der Ecke), Austritttür mit Klinke und Austrittgitter, Haustür mit Gitter und Klinke, Treppenhaus, Wohnungseingangstüren, Granitstufen zum Eingang, interessanter eiserner Fußabstreicher, Altliste. | 08967291 |
|                                         | Ehemalige Fabrik (seit 1994 Schule) | Franciscus-Nagler-Straße 3 (Würkertstraße 9) (Karte) | Um 1895 | Gründerzeitgebäude, Dokumentations- und Geschichtswert, gehört heute zur Peter-Apian-Schule (Anschrift: Franciscus-Nagler-Straße 3). Umnutzung mit Genehmigung, ehemaliges ELMO-Fabrikgebäude, Altliste. | 08967292 |
| Direkt Bild zu diesem Denkmal hochladen | Schule mit Turnhalle an der Würkertstraße und Einfriedung (ehemalige Realschule, Peter-Apian-Schule)                                                                           | Franciscus-Nagler-Straße 3 (Lindenplatz 10) (Karte)  | 1888 laut Auskunft (Schule); bezeichnet mit 1909 (Turnhalle)                                                                                            | Baugeschichtlich und ortsgeschichtlich von Bedeutung, prachtvoller Schulbau der Gründerzeit (Klinkerfassade) und aufwändiger Sporthallenbau an der Würkertstraße, gehört heute zur Peter-Apian-Schule (Anschrift: Franciscus-Nagler-Straße 3). Dreigeschossig, nutzbares Kellergeschoss, Natursteinsockel, Klinkerfassade mit Sandsteingliederung, Flügelbauten mit aufwändigerem Dekor, original: Haustür mit Gitter und Klinke, Innentüren, Treppenhaus, Turnhalle an der Würkertstraße, Ecklage Karl-Wagler-Straße, Bruchsteinsockel, Fassade rote Klinker/Putz/Sandstein, saniert, Dach neu, Wetterfahne bezeichnet mit 1909, Altliste. | 08967279 |
|                                         | Wohnhaus in offener Bebauung | Franciscus-Nagler-Straße 4 (Karte)                   | Um 1915, später überformt | Stadtentwicklungsgeschichtlich von Bedeutung, im Reformstil der Zeit um 1910, Bestandteil des Leisniger Villenviertels. Zweigeschossig, verputzt, Walmdach mit Gaupen, kubischer Baukörper, straßenseitig Standerker, rückseitig Anbau mit Balkon, im Innern Ausstattung der Erbauungszeit: Holztreppe, Bleiglasfenster im Treppenhaus, Türen, Fußböden, Wandschränke. | 09301433 |
| Direkt Bild zu diesem Denkmal hochladen | Mietshaus in offener Bebauung mit Zugangsweg, Garagen, Garten und Resten der Einfriedung                                                                                       | Friedrich-Naumann-Straße 1 (Karte)                   | Bezeichnet mit 1915 | Baugeschichtlich von Bedeutung, vielgestaltiger qualitätsvoller Baukörper mit hohem Authentitätsgrad, einzigartiger Zuwegung sowie Ausstattung, außerordentlich moderner Bau im Reformstil der Zeit nach 1910. Vier nutzbare Geschosse, Putzfassade, Balkon gartenseitig, am Sockel Reihe von Kunststeinplatten, vielgliedrige Dachlandschaft, Garten teilweise alter Gehölzbestand, leerstehend, original: Eisentor des Zugangs, Zugangsweg mit Fußbodenfliesen (Muster), Haustür, Treppenhaus, Innentüren, alle Fenster, Garagentore, Tore der Durchfahrt. | 08967402 |
| Direkt Bild zu diesem Denkmal hochladen | Mietshaus in halboffener Bebauung | Friedrich-Naumann-Straße 2 (Karte)                   | Um 1895 | Mit Eckladen (Gaststätte), ein Gründerzeitgebäude, städtebaulicher Akzent, Dokument der Vorstadtentwicklung. Drei Geschosse, 4-1-5 Achsen, unterkellert, ausgebautes Dachgeschoss, Haustür- und Kellerfensterrahmung aus Sandstein, keine alten Fenster mehr, exponierte Ecklage am Beginn der Straße, original: Haustür und Oberlicht. | 08967401 |
| Direkt Bild zu diesem Denkmal hochladen | Mietshaus in halboffener Bebauung in Ecklage | Friedrich-Naumann-Straße 3 (Karte)                   | Um 1895 | Mit Laden (Gaststätte), baugeschichtlich von Bedeutung, pittoresker Gründerzeitbau, städtebaulich hervorgehobene Stellung, Erinnerungswert. Drei Geschosse, 4-1-8 Achsen, Eckbau, Putzfassade mit reicher Gliederung, Putz- und Stuckdekor, flaches Schieferdach, gebrochene Ecke mit Balkon, Reste alter Fenster, ein Fenster mit Klappladen, unterkellert original: Balkongitter, am Gebäude historische Aufschrift „Terrasse“. | 08967403 |
| Direkt Bild zu diesem Denkmal hochladen | Wohnhaus in geschlossener Bebauung | Friedrich-Naumann-Straße 6 (Karte)                   | Um 1885 | Mit Laden, stadtentwicklungsgeschichtlich von Bedeutung, gründerzeitlicher Vorstadtbau im geschlossenen Straßenzug. Zwei Geschosse, vier Achsen, Putzfassade mit Putzgliederung, unterkellert, Fenster neu original: Haustür und Oberlicht, über dem Laden alte Werbeinschriften. | 08967400 |
| Direkt Bild zu diesem Denkmal hochladen | Wohnhaus in geschlossener Bebauung | Friedrich-Naumann-Straße 7 (Karte)                   | Um 1890 | Baugeschichtlich von Bedeutung, reich dekorierter Gründerzeitbau, Bestandteil des geschlossen erhaltenen Straßenzuges in der Bahnhofsvorstadt. Zwei Geschosse, vier Achsen, flaches Satteldach mit Schieferdeckung und neuen Dachgaupen, Bruchsteinsockel, Putzfassade mit Putz- und Stuckgliederung, keine alten Fenster, original: Haustür und Klinke. | 08967404 |
| Direkt Bild zu diesem Denkmal hochladen | Wohnhaus in Ecklage | Friedrich-Naumann-Straße 12 (Karte)                  | Um 1880 | Ein Gründerzeitgebäude mit feingliedriger Putzfassade, straßenraumakzentuierend, bauhistorischer Wert. Zwei Geschosse, teilunterkellert, Putzfassade mit Putzgliederung, 8-1-4 Achsen, original: Haustür und Oberlicht, Fenster teilweise, Tor, Fußbodenfliesen im Hausdurchgang, Türen im Inneren. | 08967398 |
| Direkt Bild zu diesem Denkmal hochladen | Wohnhaus in halboffener Bebauung mit Garten und seitlicher Einfriedung | Friedrich-Naumann-Straße 13 (Karte)                  | Um 1880 | Stadtentwicklungsgeschichtlich von Bedeutung, Beispiel der frühen gründerzeitlichen Bebauung in der Bahnhofsvorstadt. Zwei Geschosse, vier Achsen, Putzfassade mit Putz- und Stuckgliederung, flaches Satteldach mit Ziegeldeckung, alte Fenster, sehr schöne Zugangssituation mit kleiner Grünfläche, Eisenzaun und Hauslinde, original: Haustür und Oberlicht. | 08967405 |
| Direkt Bild zu diesem Denkmal hochladen | Brauereikeller (auf dem Gelände einer ehemaligen Brauerei, diese abgebrochen)                                                                                                  | Friedrich-Naumann-Straße 14 (Karte)                  | 19. Jahrhundert | Ortsgeschichtlich von Bedeutung. Zwei Geschosse, vier Achsen, Putzfassade mit Putz- und Stuckgliederung, flaches Satteldach mit Ziegeldeckung, alte Fenster, sehr schöne Zugangssituation mit kleiner Grünfläche, Eisenzaun und Hauslinde, original: Haustür und Oberlicht. | 09302000 |
|                                         | Doppelwohnhaus in halboffener Bebauung | Friedrich-Naumann-Straße 16, 18 (Karte)              | Um 1865 | Straßenakzentuierender gründerzeitlicher Putzbau mit feingliedrig strukturierter Fassade, Geschichtswert, Bedeutung für die Volksbildung, Geburtshaus des Generals Friedrich Olbricht (1888–1944), einer der Hitler-Attentäter des 20. Juli 1944. Zwei Geschosse, zehn Achsen, Eckrisalit je zwei Achsen und drei Geschosse, Bruchsteinsockel, Putzfassade mit Putzgliederung, Pilaster mit Kapitellen, keine alten Fenster, original: Haustür und Oberlicht, geritzte Scheiben. | 08967406 |
|                                         | Mietshaus in halboffener Bebauung in Ecklage | Friedrich-Naumann-Straße 19 (Karte)                  | Um 1895 | Baugeschichtlich von Bedeutung, städtebaulich unverzichtbarer Eckbau, Dokument gründerzeitlicher Baugesinnung, straßenbildprägende Balkons. Drei Geschosse, 8-3 Achsen, Bruchsteinsockel, Putzfassade mit Stuck- und Putzgliederung, missglückte Sanierung (Dach, Fenster, Farbigkeit), zwei Eckbalkone, wichtiger Eckbau. original: Haustür und Gitter, Treppenhaus, Kellerfenster, Windfangtür um 1930, Balkongitter, Tür des Handkarrendurchganges. | 08967407 |
| Direkt Bild zu diesem Denkmal hochladen | Wohnhaus in offener Bebauung mit Einfriedung | Georg-Friedrich-Händel-Straße 1 (Karte)              | Um 1870 | Baugeschichtlich von Bedeutung, reizvoller gründerzeitlicher Putzbau, Dokument der Bahnhofsvorstadt-Entwicklung. Zwei Geschosse, vier Achsen, Putzfassade mit Putzgliederung, Bruchsteinsockel, Kellerfenstergewände aus Sandstein, teilweise alte Fenster, Drempel, vgl. Nummer 3 und Nummer 5 (Nummer 5 ist kein Denkmal), Satteldach, rückseitig Balkon auf Eisenkonsolen, zur Bahnhofstraße Stützmauer und Eisenzaun, Einfriedung: Ziegelmauer, Sandsteinschwelle, Eisenzaun. | 08967395 |
| Direkt Bild zu diesem Denkmal hochladen | Wohnhaus in offener Bebauung und Einfriedung | Georg-Friedrich-Händel-Straße 3 (Karte)              | Um 1870 | Baugeschichtlich von Bedeutung, malerischer gründerzeitlicher Vorstadtbau, Dokumentationswert. Zwei Geschosse, vier Achsen, Balkon, schönes Haustürportal Sandstein, Putzfassade, Geschwisterbau mit Nummer 1, vgl. Nummer 1 und Nummer 5 (Nummer 5 ist kein Denkmal), Drempel, Satteldach, originale Fenster und Haustür mit Oberlicht. Einfriedung: Bruchsteinmauerwerk, Sandsteinschwelle und Eisenzaun. | 08967396 |
| Direkt Bild zu diesem Denkmal hochladen | Wohnbau in offener Bebauung | Georg-Friedrich-Händel-Straße 8 (Karte)              | Um 1875 | Baugeschichtlich von Bedeutung, städtebaulich wichtig gelegenes gründerzeitliche Gebäude mit feinstrukturierter Putzfassade, straßenbildprägender Balkon. Zwei Geschosse, fünf Achsen, Putzfassade mit Putz- und Stuckgliederung, Satteldach, Traufe mit Konsol- und Zahnschnittfries, entstellende Kunststofffenster, Haustür original mit Oberlicht, Balkon auf zwei Tragkonsolen. Nebengebäude: Zwei Geschosse, drei Achsen, Putzfassade, Fenster und Haustür original um 1895. | 08967397 |
| Direkt Bild zu diesem Denkmal hochladen | Villa mit Einfriedung | Georg-Friedrich-Händel-Straße 10 (Karte)             | Bezeichnet mit 1895 | Baugeschichtlich von Bedeutung, reizvoller Villenbau (Klinkerfassade) mit Turm, im Stil der Historismus, Anklänge an den Schweizerstil, wissenschaftlich und dokumentarisch wertvoll, städtebaulich wichtige Lage gegenüber dem Bahnhof Leisnig. Eingeschossig, ausgebautes Dachgeschoss, sehr schöne Veranda auf der Gartenseite, Klinkerbau, Schweizerstil, Sockel Zyklopmauerwerk, Sandsteingliederung, Turm an der Westseite, entstellende Kunststofffenster, original: Haustür und Gitter, Einfriedung: Ein Sandsteinpfeiler, sonst Ziegelmauerwerk verputzt, Klinkermauer, Eisenzaun. | 08967393 |
| Direkt Bild zu diesem Denkmal hochladen | Verwaltungsgebäude einer Fabrik, mit Rest der Einfriedung | Georg-Friedrich-Händel-Straße 12 (Karte)             | Um 1925 | Baugeschichtlich und ortsgeschichtlich von Bedeutung, gegenüber dem Bahnhof Leisnig befindlicher repräsentativer Bau mit Art-déco-Elementen. Zwei Geschosse, Putzfassade, Gliederung durch Putz und Rochlitzer Porphyrtuff, Bruchsteinsockel, vielgliedrige Dachlandschaft mit Ziegeldeckung, Dekorrelief bezeichnet mit „G. O.“, original: alle Fenster, Fenstergitter, Haustür mit Oberlicht und Klinke, zweite Zugangstür, Windfangtür, Hoftür, Treppenhaus, Treppenhausfenster, Balkonverglasung, Fabrik: Zwei Geschosse, hohes Kellergeschoss aus Bruchsteinmauerwerk, Putzfassade, zweiläufige Freitreppe, sehr schöne Haustür und Gitter, Giebel drei Achsen mit Sandsteinrahmungen. | 08967392 |
| Direkt Bild zu diesem Denkmal hochladen | Wohnhaus in halboffener Bebauung | Gorschmitzer Gasse 1 (Karte)                         | Um 1840 | Putzbau mit Natursteingliederungen, in Ecksituation zur Ziegelgasse, Segmentbogenportal mit Schlussstein und originale Haustür in biedermeierlichen Formen, baugeschichtlich und ortsentwicklungsgeschichtlich von Bedeutung. Zweigeschossig, fünf Achsen, Putzfassade, Fenstergewände Erdgeschoss und Haustürportal aus Porphyrtuff, Obergeschoss auch massives Mauerwerk und Fenster innen Korbbogen, Korbbogenportal mit Schlussstein, einseitiger Krüppelwalm mit Ziegeldeckung, im Giebel Fenster vergrößert, original: sehr schöne Haustür mit Oberlicht. | 08967347 |
| Direkt Bild zu diesem Denkmal hochladen | Wohnhaus in geschlossener Bebauung | Gorschmitzer Gasse 7 (Karte)                         | Bezeichnet mit 1829 | Vermutlich verputztes Fachwerkobergeschoss, Putzbau im geschlossenen Straßenzug, mit Segmentbogenportal, wissenschaftlich-dokumentarischer Wert, für die Bauforschung von Interesse. Zweigeschossig, im Erdgeschoss vier Achsen, Putzfassade, Erdgeschoss sehr starke Mauern (ca. 60 cm), Obergeschoss Fachwerk, Satteldach mit Ziegeldeckung, originale Haustür mit Oberlicht, entstellende Kunststofffenster, Gewände im Erdgeschoss aus Porphyrtuff, Altliste. | 08967348 |
| Direkt Bild zu diesem Denkmal hochladen | Korbbogenportal eines Wohnhauses | Gorschmitzer Gasse 8 (Karte)                         | Bezeichnet mit 1827 | Handwerklich-künstlerisch von Bedeutung, mit verziertem Schlussstein, Dokumentationswert, Porphyrtuff. Wohnhaus selbst ist kein Denkmal mehr. | 08967677 |
|                                         | Zwei Fabrikgebäude (Stuhlfabrik) | Johannes-R.-Becher-Straße 1, 1 (neben) (Karte)       | Um 1900 | Bau- und ortsgeschichtlich von Bedeutung, Dokument der Leisniger Industriegeschichte, Gründerzeitgebäude, straßenraumprägend (zugehörig zur Fabrik sind zwei Wohnhäuser an der Johannes-R.-Becher-Straße, Nr. 1b und 1c – diese nach Sanierung keine Denkmale mehr). Drei Geschosse, Giebel verkleinert, Putzfassade, innen gusseiserne Stützen, Traufseite verputzt, Flachdach, leerstehend. - Fabrikgebäude in Ecklage Johannes-R.-Becher-Straße: zwei Geschosse, hohes Kellergeschoss, Klinkerfassade, innen Eisenstützen, original: Fenster und Kellerfenstergitter - Wohnhaus (Nummer 1c): zwei Geschosse, sechs Achsen, um 1880, Putzfassade, Dachhaus mit Freigespärre, original: Haustür und Oberlicht - Wohnhaus (Nummer 1b): zwei Geschosse, fünf Achsen, Drempel, Satteldach, Putzfassade mit Putzgliederung, Sandsteingewände, alte Haustür, zweiläufige Treppe - Wohnhäuser Nummer 1b und 1c mit Fußwegtreppe bzw. Heiste unter Georg-Friedrich-Händel-Straße 2 und 4 in der Denkmalliste erfasst (bis 2008), die Einfriedung mit Eisentor – Abbruch festgestellt 2008. | 08967394 |
| Direkt Bild zu diesem Denkmal hochladen | Mietshaus in offener Bebauung | Johannes-R.-Becher-Straße 22 (Karte)                 | Um 1920/1925 | Baugeschichtlich von Bedeutung, im Art-déco-Stil. Drei Geschosse, neun Achsen, Zwerchgiebel drei Achsen, ausgebautes Kellergeschoss, Mittelrisalit, Putzfassade, dezenter Art-Decó-Dekor, entstellende Kunststofffenster, original: Haustür, bleiverglastes Oberlicht, Treppenhaus, bleiverglaste Treppenhausfenster, Kellertür mit Oberlicht. | 08967668 |
| Direkt Bild zu diesem Denkmal hochladen | Denkmal für die im Ersten Weltkrieg Gefallenen des 179. Regiments | Johannistalstraße (Karte)                            | Nach 1918 | Geschichts- und erinnerungswert, die künstlerische Gestaltung mit Seltenheitswert. Anlage mit Granitstufentreppe, verschiedene Inschriften u. a.: „Glücklicher, der du die Sonne noch siehst, o, grüße die Heimat, die wir getreu bis zum Tod mehr als das Leben geliebt, Vom Regiment starben für ihr Vaterland 101 Offiziere, 3473 Unteroffiziere und Mannschaften, Mein Volk, vergiß die treuen Toten nicht!“. Umlaufende erhaltene Schrift: „OPFERTEN ALLES IHR LEBEN IHR BLUT SIE GABEN ES HIN MIT HEILIGEN MUT“. Dekor: Eichenlaub, eiserne Kreuze, Kriegermasken, Nennung der Schlachten. | 08967414 |
| Direkt Bild zu diesem Denkmal hochladen | Wohnhaus in offener Bebauung | Johannistalstraße 3 (Karte)                          | Um 1895 | Ortstypischer Gründerzeitbau in der Bahnhofsvorstadt, bauhistorischer Dokumentationswert. Zwei Geschosse, fünf Achsen, Bruchstein- und Ziegelbau, Putzfassade mit Putzgliederung, Sandsteinrahmungen, ziegelgedecktes Satteldach, wichtige städtebauliche Situation in Achsenverlängerung der Bahnhofstraße über den Olbrichtplatz hinaus. | 08967411 |
|                                         | Wohnhaus in offener Bebauung mit seitlicher Einfriedung | Johannistalstraße 6 (Karte)                          | Um 1885 | Villenartiger gründerzeitlicher Putzbau, straßenbildgestaltend, bauhistorischer Dokumentationswert. Zwei Geschosse, fünf Achsen, Putzfassade mit Putzgliederung, Fenster neu, schöner Windfang, gartenseitiger Risalit, drei Geschosse und drei Achsen, flachgeneigtes Walmdach mit Schieferdeckung, Fenster mit Sandsteinrahmungen Einfriedung: Bruchsteinsockel, Sandsteinschwelle, Eisenzaun, Sandsteinpfeiler. | 08967412 |
|                                         | Wohnhaus in offener Bebauung mit seitlicher Einfriedung | Johannistalstraße 8 (Karte)                          | Um 1885 | Baugeschichtlich von Bedeutung, ein Gründerzeitgebäude, Zeugnis der Stadtentwicklung, städtebaulich interessant im Verlauf der Johannistalstraße, erhaltene Ausstattung. Zwei Geschosse, sieben Achsen, Putzfassade mit Putzgliederung, hohes Kellergeschoss, Bruchsteinsockel, Ziegelmauerwerk, Sandsteinrahmungen, Giebel mit Figurennische, original: Haustür und Gitter, Windfang mit Holzverzierung (Sägearbeiten) und Fenster mit kleinen geätzten Scheiben, einige Fenster, Einfriedung: Natursteinmauer und Eisenzaun, ein Sandsteinpfeiler. | 08967413 |
|                                         | Wohnhaus in offener Bebauung | Karl-Wagler-Straße 1 (Karte)                         | Um 1904 | Am Bergrand über dem Muldental thronender Jugendstilbau mit reichem Dekor, städtebaulich wichtige Lage am Ende des Lindenplatzes, bauhistorischer Wert. Zweigeschossig, Mittelrisalit mit Zwerchhaus und reich dekoriertem Schweifgiebel, reicher Baudekor, Fenster neu, saniert, original: Haustür (Nachbau), Treppenhausfenster mit einer Ätzglasscheibe, Innentüren. | 08967283 |
| Direkt Bild zu diesem Denkmal hochladen | Gartenpavillon auf dem Grundstück | Karl-Wagler-Straße 3 (Karte)                         | 2. Hälfte 19. Jahrhundert | Stadtbildprägende Lage an der Bergstraße, zum Muldental hin, seltenes Sachzeugnis einer bürgerlichen Lebensweise, kulturgeschichtlich von Bedeutung. Möglicherweise zur Villa Karl-Wagler-Straße 1 gehörend. | 08967326 |
|                                         | Villa mit Einfriedung und Vorgarten sowie kleines Gartenhaus auf dem Grundstück zum Muldental hin                                                                              | Karl-Wagler-Straße 5 (Karte)                         | Bezeichnet mit 1910 (Villa); Ende 19. Jahrhundert (Gartenhaus)                                                                                          | Baugeschichtlich und städtebaulich Bedeutung, am Bergrand zum Muldental befindlicher architektonisch hervorragender Wohnbau im Reformstil der Zeit um 1910, künstlerischer Wert, straßenbildprägend, der Gartenpavillon sehr malerisch gelegener Bau an der Bergstraße, Seltenheits- und Dokumentationswert, Bestandteil des Leisniger Villenviertels. Putzbau, hoher Natursteinsockel, Kunststeingliederung, ausgebautes Dachgeschoss mit vielgestaltiger Dachlandschaft, Türmchen mit Wetterfahne, original: Haustür mit Gitter, Bleiglasfenster im Erkerzimmer, Kellerfenstergewände, Geländer der Treppe zum Garten, Wetterfahne bezeichnet mit „HZ 1910“, Altliste Gartenpavillon saniert, sehr malerisch. | 08967280 |
| Direkt Bild zu diesem Denkmal hochladen | Mietvilla mit Vorgarten und Einfriedung | Karl-Wagler-Straße 7 (Karte)                         | Um 1908 | Markanter und im Muldentalbereich wirkender Gründerzeitbau, baugeschichtlicher Dokumentationswert, Bestandteil des Villenviertels. Wenig vorteilhaft saniert, zweigeschossig, Mittelrisalit mit Zwerchhaus und geschwungenem Giebelabschluss, schlichte Putzfassade mit profilierten Fensterrahmungen, ausgebautes Dachgeschoss, neue Biberschwanzdeckung, verglaste Veranden angebaut (Sichtfachwerk), Altliste. | 08967284 |
| Direkt Bild zu diesem Denkmal hochladen | Mietvilla mit Vorgarten | Karl-Wagler-Straße 9 (Karte)                         | 1895/1905 | Bauhistorisch bedeutender gründerzeitlicher Putzbau mit Klinkergliederung, vom Schweizerstil geprägter Solitärbau in städtebaulich wichtiger Situation, Bestandteil des Leisniger Villenviertels. Zweigeschossig, drei Achsen, Mittelrisalit mit Zwerchhaus mit Freigespärre, ausgebautes Dachgeschoss, Sockel Zyklopmauerwerk aus Naturstein, Putzfassade mit Klinkergliederung, Mittelrisalit-Fenster mit Porphyrtuffrahmung, Fenster neu, saniert, weiter Dachüberstand, original: Haustür (?), Altliste. | 08967285 |
| Weitere Bilder                          | Kirche St. Matthäi mit Ausstattung | Kirchplatz (Karte)                                   | Ende 14. Jahrhundert / Anfang 15. Jahrhundert (Kirche); 1638 (Taufe); Mitte 17. Jahrhundert – 20. Jahrhundert (Gemälde); um 1700 (Kanzel); 1862 (Orgel) | Baugeschichtlich, kunstgeschichtlich, künstlerisch, ortsgeschichtlich und ortsbildprägend von Bedeutung. Dreischiffige spätgotische Hallenkirche mit reicher Ausstattung, neogotischer Turm von 1891. Turmumbau 1891 im Auftrag von Mirus von 45 m auf 66,30 m, Altliste. | 08967230 |
| Weitere Bilder                          | Wohnhaus in halboffener Bebauung (altes Diakonat) | Kirchplatz 2 (Karte)                                 | 1795 | Prächtiger Bürgerbau mit Fachwerk-Obergeschoss und Korbbogenportal, im Ensemble um die Matthäikirche, städtebaulicher und geschichtlicher Wert, für die Bauforschung von Interesse. Zweigeschossig, vier Achsen, Erdgeschoss massives Mauerwerk verputzt und Rahmungen aus Porphyrtuff, Obergeschoss Fachwerk und Giebel über zwei Dachgeschosse, neue Biberschwanzdeckung, Haustürportal mit Korbbogen und Schlussstein, klassizistische Haustür mit Oberlicht, 1818 von Kirchgemeinde erworben, davor Töpferei, Altliste. | 08967229 |
| Weitere Bilder                          | Superintendentur | Kirchplatz 3 (Karte)                                 | 1405 | In einzigartiger städtebaulicher Lage, pittoresker Putzbau mit seltenem Stufengiebel, im spätgotischen und Renaissance-Stil, Bedeutung für Stadt- und Kirchengeschichte. Zweigeschossig, Massivbau mit Putzfassade und Gliederung durch Porphyrtuff, Haustür mit Oberlicht alt, Altliste. | 08967228 |
| Weitere Bilder                          | Fassade der ehemaligen Kirchschule, mit Inschrifttafeln | Kirchplatz 4 (Karte)                                 | 2. Hälfte 18. Jahrhundert (Fassade); 1550 (Inschrifttafel)                                                                                              | Putzfassade in barock-klassizistischen Formen, Porphyrtuffgliederungen, platzbildprägende Wirkung, Gedenktafel zur Erinnerung an den Komponisten Carl Ferdinand Adam (1806–1868), Kantor und Musikdirektor in Leisnig, bau-, orts- und personengeschichtlich von Bedeutung. Zweigeschossig, zwölf Achsen, Giebel vier Achsen, zwei Zugänge, Krüppelwalmdach, ausgebautes Dachgeschoss, teilweise unterkellert, eine Inschrifttafel Rochlitzer Porphyrtuff bezeichnet mit 1550, Putzfassade, Altliste. | 08967227 |
|                                         | Archidiakonat mit Einfriedungsmauer zum Kirchplatz | Kirchplatz 5 (Karte)                                 | Bezeichnet mit 1656 | Reizvoller Renaissancebau, orts- und kirchengeschichtlich bedeutsam, platzbildgestaltend. Zweigeschossig, Biberschwanzdach, Putzfassade, reiche Gliederung durch Porphyrtuff, Giebel mit Voluten, Inschrifttafel, Renaissanceportal mit Beschlagwerk und Engelsköpfchen (bezeichnet mit 1656), Westwand ist ehemalige Stadtmauer. | 08967226 |
| Direkt Bild zu diesem Denkmal hochladen | Wohnhaus in geschlossener Bebauung | Kirchplatz 8 (Karte)                                 | Bezeichnet mit 1795 | Schmaler barocker Putzbau am Kirchplatz, mit Korbbogenportal, Bestandteil des baulichen Platzensembles, wissenschaftlich-dokumentarische Bedeutung. Dreigeschossig, vier Achsen, monströs ausgebautes Dachgeschoss, Putzfassade, Sockel und Gewände aus Porphyrtuff, starkes Mauerwerk im Erdgeschoss, Korbbogenportal Haustür bezeichnet mit 1795, Altliste. | 08967225 |
| Direkt Bild zu diesem Denkmal hochladen | Wohnhaus in geschlossener Bebauung | Kirchplatz 9 (Karte)                                 | 19. Jahrhundert | Ehemals mit Laden, städtebaulich wichtiger Wohnhausbau im historischen Altstadtkern. Dreigeschossig, fünf Achsen, ehemals mit Laden (Sandsteingewände), Fenstergewände Naturstein, Putzfassade ganz glatt, ausgebautes Dachgeschoss, Fenster neu, aber alles mit Genehmigung, mehretagiger Keller, Altliste. | 08967241 |
| Direkt Bild zu diesem Denkmal hochladen | Wohnhaus in geschlossener Bebauung in Ecklage, mit seitlichen Flügeln um einen Hof und Hinterhaus (Mietshaus) an der Schloßstraße                                              | Kirchplatz 10 (Karte)                                | Anfang 19. Jahrhundert (Wohnhaus); um 1880 (Hinterhaus)                                                                                                 | Baugeschichtlich von Bedeutung, das Vorderhaus ein schlichter Barockbau mit Korbbogenportal, platzbildprägendes Gebäude in Ecksituation, Dokument der historischen Altstadt, im von der Feuersbrunst verschonten Stadtquartier, das Hinterhaus ein Gründerzeitgebäude. - Wohnhaus: zweigeschossig, vier Achsen, Putzfassade, einseitiges Walmdach, Erdgeschoss Bruchsteinmauerwerk, Obergeschoss Fachwerk am Seitenflügel, Anbau, Haustürportal aus Rochlitzer Porphyrtuff mit Korbbogen und Schlussstein, Fenstergewände im Erdgeschoss aus Sandstein, gegenüber interessanter Bergkeller - Mietshaus an der Schloßstraße: dreigeschossig, Drempel, vier Achsen, Putzfassade mit Putzgliederung und Kellergeschoss, Altliste. | 08967221 |
|                                         | Vorratskeller und Stützmauern des Kirchhofs | Kirchplatz 10 (gegenüber) (Karte)                    | 19. Jahrhundert | Ortsgeschichtlich und baugeschichtlich von Bedeutung, aufwändig mit Staffelgiebel und Natursteingewänden, interessante Lage unmittelbar am Kirchberg, Seltenheitswert | 08967224 |
| Weitere Bilder                          | Wohnhaus in geschlossener Bebauung in Ecklage | Kirchstraße 1 (Karte)                                | Um 1840 | Mit Laden, platz- und straßenbildprägender Eckbau, Bestandteil des Ensembles historischer Markt, reich gestaltete Ladenzonen. Dreigeschossig, 5-3 Achsen, Putzfassade, Ladenzone im Erdgeschoss aufwändig gestaltet, entstellende einflüglige Kunststofffenster, saniert, Mansarddach mit neuer Biberschwanzdeckung, original: Haustür mit Gitter, Altliste. | 08967146 |
| Direkt Bild zu diesem Denkmal hochladen | Wohnhaus in geschlossener Bebauung | Kirchstraße 3 (Karte)                                | Um 1830 | Mit Laden, Altstadtbau im geschlossenen Straßenzug, schöne Ladenzone, städtebaulich wirkungsvoll zum Markt hin. Viergeschossig, vier Achsen, Putzfassade, Ladenzone mit Pfeilervorlagen, entstellende Türen, Satteldach, Altliste. | 08967147 |
|                                         | Wohnhaus in geschlossener Bebauung | Kirchstraße 5 (Karte)                                | Um 1850 | Mit Laden, Bestandteil der Geschäftshausstraße, städtebaulicher Wert im geschlossenen Straßenzug, aufwändige Ladenfront. Dreigeschossig, fünf Achsen, Putzfassade, Fenster neu, Türen entstellend, entstellender Dachausbau, ortstypische Ladenzone. | 08967148 |
| Direkt Bild zu diesem Denkmal hochladen | Wohnhaus in geschlossener Bebauung | Kirchstraße 12 (Karte)                               | Nach 1803 | Mit Ladeneinbau, städtebaulich und baugeschichtlich von Bedeutung, kleiner, aber feiner Altstadtbau im geschlossenen Straßenzug, mit schöner Hauseingangstür. Dreigeschossig, drei Achsen, entstellende Ladenfront, Putzfassade, saniert, Satteldach mit neuer Biberschwanzdeckung, Fenster neu, Hausdurchgang, Altliste. | 08967149 |
|                                         | Mietshaus in geschlossener Bebauung | Kirchstraße 13 (Karte)                               | Um 1895 | Mit Ladenzone, baugeschichtlich von Bedeutung, reizvoller Gründerzeitbau, straßenbildprägende, wichtige Lage neben dem Stadtgut | 08967156 |
| Direkt Bild zu diesem Denkmal hochladen | Wohnhaus in geschlossener Bebauung | Kirchstraße 14 (Karte)                               | Nach 1803 | Dreiachsiger Wohnhausbau im geschlossenen historischen Straßenzug, Bauzeugnis im Altstadtbereich. Dreigeschossig, drei Achsen, Putzfassade, Satteldach mit neuer Ziegeldeckung, Dachhaus, Fenster neu, saniert, historische Haustür. | 08967150 |
| Weitere Bilder                          | Ehemaliges Stadtgut, mit Hofgebäude und Hofpflaster (das Rückgebäude des Grundstücks ist Niederlanggasse 6)                                                                    | Kirchstraße 15 (Karte)                               | 16. Jahrhundert | Das Hauptgebäude ein Renaissancebau mit seltenem spätgotischen Stabwerkportal, Hofgebäude mit Kreuzgratgewölben, Durchgangsgrundstück zur Niederlanggasse 6, Geschichts- und Seltenheitswert, Bedeutung für die Kulturlandschaft. Zweigeschossig, sechs Achsen, Bruchsteinbau, Porphyrtuffportal mit spätgotischem Stabwerk, Fenstergewände im Obergeschoss Naturstein, profilierte Traufe, sehr hohes Dach mit Hechten und neuer Ziegeldeckung, im Erdgeschoss sehr schöne Holzdecke (Balken mit Schiffskehlen), Hofgebäude ehemals Stall, mit schönen Kreuzgratgewölben, in Liste von 2008 mit 15. Jahrhundert datiert, in stadtgeschichtlicher Literatur wird 16. Jahrhundert genannt. | 08967158 |
| Weitere Bilder                          | Mietshaus in geschlossener Bebauung mit Gedenktafel für Karl Hauschild | Kirchstraße 16 (Karte)                               | Um 1880 (Mietshaus); bezeichnet mit 1909 (Gedenktafel)                                                                                                  | Straßenbildprägender Wohn- und Geschäftshausbau (gründerzeitliche Fassade in den 1990er Jahren rekonstruiert), Geschichtswert als Sterbehaus des Komponisten Karl Hauschild. Dreigeschossig, fünf Achsen, Mittelrisalit einachsig, Putzfassade mit Stuckgliederung, aufwändige Sandsteingliederung im Erdgeschoss (Pilaster), der Eingangsbereich entstellend verändert, innen bescheuert saniert und verändert, Gedenktafel aus Metall (mit Portraitrelief): „Zum ehrenden Andenken/an den Komponisten/des 107er Regimentsmarsches/Karl Hauschild./Hier gest. den 2. Januar 1890./Gestiftet von dankbaren 107ern, 1909.“, Altliste. | 08967151 |
| Weitere Bilder                          | Wohnhaus in geschlossener Bebauung | Kirchstraße 17 (Karte)                               | Bezeichnet mit 1705 (am Portal) | Schlichter Bau mit Renaissance-Sitznischenportal, eines der wenigen in Leisnig erhaltenen Häuser aus der Zeit vor dem verheerenden Stadtbrand von 1803, baukünstlerisch bedeutsam das Haustürportal. Zweigeschossig, vier Achsen, ausgebautes Dachgeschoss, steiles und hohes Satteldach mit neuer Ziegeldeckung, Putzfassade, Fenstergewände und Sitznischenportal aus Porphyrtuff bezeichnet mit 1705, saniert, Fenster neu. | 08967159 |
|                                         | Mietshaus in geschlossener Bebauung, mit Seitenflügel im Hof und Haustür des Hintergebäudes                                                                                    | Kirchstraße 18 (Karte)                               | Bezeichnet mit 1902 | Baugeschichtlich von Bedeutung, architektonisch ansprechender Jugendstilbau, Dokument baulichen Wandels im Altstadtbereich. Dreigeschossig, vier Achsen, Putzfassade, Gewände aus Porphyrtuff, mit Tordurchfahrt, über Torbogen Balkon (Jugendstilgitter) auf zwei Kopfkonsolen, bezeichnet F.H.L. 1902, Fenster neu, saniert, Dachgeschoss modern ausgebaut, Treppengeländer original um 1925 (?), Hofgebäude seitlich noch Denkmal, das rückwärtige Gebäude entstellend umgebaut, nur noch die Haustür erhalten. | 08967152 |
| Direkt Bild zu diesem Denkmal hochladen | Wohnhaus in geschlossener Bebauung | Kirchstraße 19 (Karte)                               | 1. Hälfte 16. Jahrhundert | Architektonisch interessanter Wohnhausbau gegenüber dem Kirchplatz, platzbildgestaltend, profilierte Rundbogenfenster in den Obergeschossen. Dreigeschossig, vier Achsen, Putzfassade, Fenstergewände in den Obergeschoss aus Porphyrtuff, Satteldach mit neuer Ziegeldeckung, saniert, Fenster neu, Altliste. | 08967160 |
| Direkt Bild zu diesem Denkmal hochladen | Mietshaus in geschlossener Bebauung | Kirchstraße 21 (Karte)                               | Um 1870 | Baugeschichtlich von Bedeutung, den Baugesinnungswandel um den Beginn der sogenannten Gründerzeit dokumentierender Wohnbau mit pittoresker Fassadengliederung. Von spätklassizistischer Wirkung, platzbildgestaltende Lage gegenüber dem Kirchplatz dreigeschossig, vier Achsen, Putzfassade mit Putz- und Sandsteingliederung, original: Haustür mit Gitter und Oberlicht mit farbigem Ätzglas, Altliste. | 08967161 |
| Weitere Bilder                          | Mietshaus in geschlossener Bebauung | Kirchstraße 23 (Karte)                               | Bezeichnet mit 1867 | Straßenbildcharakterisierender Wohnhausbau, baugeschichtlich von Bedeutung, Gebäudetyp aus den letzten Jahren vor Beginn der sogenannten Gründerzeit, von spätklassizistischer Ausstrahlung, platzbildgestaltende Lage gegenüber dem Kirchplatz. Viergeschossig, sechs Achsen, Putzfassade, Natursteinsockel, Ziegelmauerwerk verputzt, Wappenstein bezeichnet mit „Herrm. Ulrich 1867“, Hausdurchgang, DDR-Liste, original: Haustür mit Klinke, Gitter und Oberlicht, Hoftür mit Gitter, Treppenhaus, Innentüren, Oberlicht des Schaufensters, Altliste. | 08967162 |
| Direkt Bild zu diesem Denkmal hochladen | Mietshaus in halboffener Bebauung in Ecklage, mit Heiste vor dem Haus | Kirchstraße 25 (Karte)                               | Um 1875 | Baugeschichtlich von Bedeutung, seltener frühgründerzeitlicher Wohnhausbau mit feinsinnig dekorierter Putzfassade, in exponierter Lage gegenüber dem Kirchplatz. Dreigeschossig, sieben Achsen, Putzfassade mit Putz- und Sandsteingliederung, Stuckdekor, original: Haustür mit Gitter, Klinke und Oberlicht, Terrazzo im Durchgang, Altliste. Hinterhaus kein Denkmal. | 08967163 |
| Direkt Bild zu diesem Denkmal hochladen | Wohnhaus in ehemals geschlossener Bebauung in Ecklage | Kirchstraße 27 (Karte)                               | Kern 17. Jahrhundert | Baugeschichtlich und städtebaulich bedeutsam, schlichter Barockbau mit Segmentbogenportal, der rückwärtige Laubengang mit Seltenheitswert. Zweigeschossig, Putzfassade, ausgebautes Dachgeschoss, Walmdach mit Biberschwanzdeckung, Fenster und Türen neu, saniert, Haustür-Korbbogenportal mit Schlussstein (Porphyrtuff), Altliste. | 08967296 |
| Weitere Bilder                          | Wohnhaus in Ecklage | Kirchstraße 29 (Karte)                               | 17. Jahrhundert bis 19. Jahrhundert | Baugeschichtlich von Bedeutung, im Kern ein Renaissancebau, in prägender Ecksituation, an der Giebelseite eines der wenigen in Leisnig erhaltenen Renaissance-Sitznischenportale, wissenschaftlich-dokumentarischer und künstlerischer Wert. Zweigeschossig, Putzfassade, mit Tordurchfahrt, ausgebautes Dachgeschoss, Krüppelwalmdach, Natursteinfenstergewände, im Erdgeschoss noch drei Fenstergewände aus Porphyrtuff (profiliert, 17. Jahrhundert, weitgehend erneuert), Sitznischenportal um 1700 aus Porphyrtuff mit Beschlagwerk (erneuert). | 08967223 |
| Direkt Bild zu diesem Denkmal hochladen | Fabrikbau (auf dem Grundstück von Kirchstraße 23) | Kleine Kirchgasse (Karte)                            | Bezeichnet mit 1906 | Städtebaulich und ortsgeschichtlich von Interesse, in markanter Lage, Blickfang von der Niederlanggasse her, einziger dreigeschossiger Produktionsbau im historischen Altstadtbereich. Dreigeschossig, Klinkersockel, Putzfassade mit Putzgliederung, Fenster original, hohes Kellergeschoss. | 08967222 |
| Direkt Bild zu diesem Denkmal hochladen | Villa mit Anbau | Kleine Viehweide 4 (Karte)                           | Um 1900 | Reizvoller gründerzeitlicher Villenbau im Schweizerstil, bauhistorischer Dokumentationswert. Zweigeschossig, Putzfassade, reiche Holzverzierungen, Fenster neu. | 08967350 |
| Direkt Bild zu diesem Denkmal hochladen | Wohnhaus in halboffener Bebauung | Lichtenberggasse 4 (Karte)                           | Bezeichnet mit 1710 (am Portal) | Baugeschichtlich und künstlerisch von Bedeutung, mit verputztem Fachwerk-Obergeschoss und Renaissance-Sitznischenportal, prachtvoller Wohnbau in Nähe des Burgberges, die hofseitige Oberlaube mit Seltenheitswert, historisch und städtebaulich bedeutsam, Bedeutung für Kulturlandschaft und Volksbildung. Zweigeschossig, Erdgeschoss Bruchsteinmauerwerk, Fenstergewände und Sitznischenportal aus Porphyrtuff, Obergeschoss Fachwerk mit Lehmausfachung, Putz in Resten vorhanden, Satteldach mit Ziegeldeckung, Rückseite große Oberlaube, originaler Dachstuhl, Altliste, laut Stadtführer-Faltblatt älteste Haus mit Sitznischenportal Leisnigs. | 08967210 |
| Direkt Bild zu diesem Denkmal hochladen | Haustür und Portal eines Wohnhauses | Lichtenberggasse 6 (Karte)                           | Um 1840 | Handwerklich-künstlerisch von Bedeutung, Porphyrtuff-Portal, im klassizistischen Stil, Dokument der städtischen Entwicklung, Bestandteil der Kulturlandschaft | 08967209 |
| Direkt Bild zu diesem Denkmal hochladen | Bergkeller | Lichtenberggasse 8 (gegenüber) (Karte)               | Ende 19. Jahrhundert | Dokument früherer Bevorratungswirtschaft, stadthistorisch interessant. Bruchsteinmauerwerk, Ziegelbogen, Holztür, Mauerwerk saniert. | 08967208 |
| Weitere Bilder                          | Brunnenanlage mit Inschrifttafel (Heimatbrunnen, Wassermarie) | Lindenplatz (Karte)                                  | 1902–1903 (Brunnen); bezeichnet mit 1927 (Gedenktafel)                                                                                                  | Geschichtsdokument, Erinnerungs- und Seltenheitswert, künstlerisch von Bedeutung. Inschrifttafel: „IN LIEBE UND TREUE/ZUR HEIMAT STIFTETEN/AUSWÄRTIGE LEISNIGER/IM JAHRE 1902/DEN HEIMATBRUNNEN,/ZUR ERINNERUNG/AN DAS 2. HEIMATFEST,/AM 3. JULI 1927,/DIESE GEDENKTAFEL“. Gestiftet von der Leisniger Landsmannschaft, geschaffen durch den Bildhauer Goetschmann aus Berlin-Wilmersdorf, anläßlich des 1. Heimatfestes errichtet, die Wassermarie aus dem Jahr 1902, der Brunnen ein Jahr später eingeweiht. | 08967234 |
| Weitere Bilder                          | Postmeilensäule | Lindenplatz (Karte)                                  | Bezeichnet mit 1727 | Kursächsische Postmeilensäule (Sachgesamtheit); Distanzsäule, orts- und verkehrsgeschichtlich von Bedeutung. Kursächsische Distanzsäule bezeichnet mit 1734, aus Rochlitzer Porphyrtuff, bezeichnet mit 1727, auf allen vier Seiten Inschriften mit Entfernungsangaben, darunter jeweils die Jahreszahl 1727 und das Posthornzeichen, in der typischen Form (mit Entfernungsangaben beschrifteter) Obelisk auf hohem abgestuftem Sockel, mit Wappen sowie „AR“-Monogramm und Posthornzeichen, 1828 wurde ein neuer Standort vor dem Obertor (Lindenplatz) ausgewählt. 1886 konnte die Säule durch eine großzügige Spende zweier Leisniger Bürger, dem Stadtrat Adolf Richter und dem Kaufmann Ernst Böhme, erneut restauriert werden. Darauf weisen noch heute die nachträglich eingehauenen Anfangsbuchstaben AR und EB, darunter die Jahreszahl 1886 hin. | 08967235 |
| Direkt Bild zu diesem Denkmal hochladen | Wohnhaus in geschlossener Bebauung in Ecklage | Lindenplatz 2 (Chemnitzer Straße 3) (Karte)          | Um 1890, Umbau 1928 | Mit Laden, städtebaulich unverzichtbarer Eckbau, stadtgeschichtlicher Wert. Zweigeschossig, Eckladen, Putzfassade, Ziegeldach. | 08967295 |
|                                         | Schlauchturm einer Feuerwehr und Wappenstein am benachbarten Feuerwehrgebäude                                                                                                  | Lindenplatz 4 (Karte)                                | Um 1890 (Schlauchturm); bezeichnet mit 1629 (Wappen) | Gründerzeitlicher Schlauchturm aus Sichtklinkermauerwerk, Dokument der städtischen Entwicklung, Seltenheitswert, Wappenstein aus Porphyrtuff am Gebäude der Fachwerk Leisnig (an einem Anbau um 1890), seltenes Dokument des Renaissancezeitalters. Klinkerbau, Fensteröffnungen mit Holzlamellen, original: Türen, kleiner Eisenbalkon, ein Teil drei-, der kleinere viergeschossig. | 08967233 |
| Weitere Bilder                          | Schulbau (ehemalige Bürgerschule, Martin-Luther-Gymnasium) | Lindenplatz 4 (Karte)                                | 1873 | Monumentaler Gründerzeitbau, Geschichtsdokument, Erinnerungs- und Volksbildungswert, städtebauliche Dominante am Lindenplatz. Dreigeschossig, Einliegergeschoss, 19 Achsen an der Frontseite, monumentaler Mittelrisalit drei Achsen, Putzfassade mit Sandsteingliederung, Kunststofffenster, Stein-Treppenhaus, Türen im Inneren teilweise alt. Heute Grundschule mit Namen „Sigismund-Reschke-Schule“. | 08967277 |
|                                         | Mietshaus in offener Bebauung mit seitlicher Einfriedung | Lindenplatz 8 (Karte)                                | Um 1895 | Baugeschichtlich und städtebaulich von Bedeutung, prächtiger gründerzeitlicher Wohnbau zwischen zwei Schulgebäuden, Geschichts- und Dokumentationswert, einzigartiges Treppenhaus. Dreigeschossig, Mittelrisalit drei Achsen mit Zwerchhaus, ausgebautes Dachgeschoss, Ziegelbau mit Putzfassade und Putz- und Porphyrtuff-Gliederung, Natursteinsockel, ehemals zur rückwärtigen Fabrik, original: Kellerfenstergewände, Treppenhaus, Wohnungseingangstüren, einige Fenster original, Einfriedung Natursteinmauer mit Staketenzaun, sehr schönes zweiflügliges Eisentor, Altliste. | 08967278 |
| Direkt Bild zu diesem Denkmal hochladen | Treppenaufgang | Lindenplatz 8 (bei) (Karte)                          | Um 1895 | Künstlerisch-handwerklich von Bedeutung, gründerzeitliche Treppenanlage zur Nummer 8, mit eisernem Ziergeländer, Beispiel öffentlicher Zuwegung in terrassierter Lage. Granitstufen (heute), Gusseisengeländer. | 08967281 |
| Weitere Bilder                          | Schule mit Turnhalle an der Würkertstraße und Einfriedung (ehemalige Realschule, Peter-Apian-Schule)                                                                           | Lindenplatz 10 (Franciscus-Nagler-Straße 3) (Karte)  | 1888 laut Auskunft (Schule); bezeichnet mit 1909 (Turnhalle)                                                                                            | Baugeschichtlich und ortsgeschichtlich von Bedeutung, prachtvoller Schulbau der Gründerzeit (Klinkerfassade) und aufwändiger Sporthallenbau an der Würkertstraße, gehört heute zur Peter-Apian-Schule (Anschrift: Franciscus-Nagler-Straße 3). Dreigeschossig, nutzbares Kellergeschoss, Natursteinsockel, Klinkerfassade mit Sandsteingliederung, Flügelbauten mit aufwändigerem Dekor, original: Haustür mit Gitter und Klinke, Innentüren, Treppenhaus, Turnhalle an der Würkertstraße, Ecklage Karl-Wagler-Straße, Bruchsteinsockel, Fassade rote Klinker/Putz/Sandstein, saniert, Dach neu, Wetterfahne bezeichnet mit 1909, Altliste. | 08967279 |
| Direkt Bild zu diesem Denkmal hochladen | Mietshaus in halboffener Bebauung mit Vorgarten und Einfriedung | Lindenplatz 23 (Karte)                               | Um 1875 | Stadtentwicklungsgeschichtlich von Bedeutung, pittoresker frühgründerzeitlicher Wohnbau, Dokument der Altstadterweiterung. Dreigeschossig, vier Achsen, Putzfassade mit Putzgliederung, flaches Satteldach, Fassade gestrichen, Fenster nicht original in den Obergeschossen, original: Haustür mit Klinke, Fenster im Erdgeschoss. | 08967232 |
| Direkt Bild zu diesem Denkmal hochladen | Villa mit Garten und Stützmauer des Grundstücks | Lindenplatz 39 (Karte)                               | 1910/1915, im Kern älter | Baugeschichtlich von Bedeutung, herrschaftlicher Villenbau in landschaftsprägender Lage am Muldental, geprägt von einem Umbau im Reformstil der Zeit um 1910. Zweigeschossig, Putzfassade mit Putz- und Kunststeingliederung, Natursteinsockel (Sandsteinplatten), ausgebautes Dachgeschoss, Schieferdach, original: Fenster überwiegend, Terrassentür zum Garten, Kellerfenstergewände, Balkongitter, Türen im Inneren, Stützmauer des Grundstücks aus Natursteinmauerwerk. | 08967282 |
| Direkt Bild zu diesem Denkmal hochladen | Markt mit Pflasterung und Schmuckmauer | Markt (Karte)                                        | 12. Jahrhundert | Geschichts-, Dokumentations- und Seltenheitswert | 09299741 |
| Weitere Bilder                          | Rathaus (Markt 1), mit Hofflügel (Mittelgasse 5) | Markt 1 (Mittelgasse 5) (Karte)                      | 1803–1809 | Kommunales Geschichtsdokument, Wert für die Volksbildung, Zeugnis städtischer Selbstverwaltung, stilistisch zwischen Barock und Klassizismus, mächtiger Bau mit reicher Gliederung durch Elemente aus Rochlitzer Porphyrtuff, Turm mit Uhr und Wetterfahne, Umbau 1911/1912 (im Zusammenhang mit dem Erweiterungsbau Markt 2), baugeschichtlich und ortsgeschichtlich von Bedeutung. Dreigeschossig, acht Achsen, Mittelrisalit zwei Achsen mit reich dekoriertem Torportal, Balkon am Turmansatz und Turm mit Uhr, Haube und Wetterfahne, Putzfassade, mächtiges Dach mit neuer Biberschwanzdeckung, saniert, Altliste. | 08967122 |
| Direkt Bild zu diesem Denkmal hochladen | Verwaltungsbau in geschlossener Bebauung (Stadthaus) | Markt 2 (Karte)                                      | 1803–1809 | An das Rathaus grenzend, Geschichts-, Dokumentations- und Erinnerungswert, Dokument städtischer Selbstverwaltung, im Reform- und Heimatstil der Zeit um 1910. Dreigeschossig, sechs Achsen, Putzfassade, Rahmungen Rochlitzer Porphyrtuff, ziegelgedecktes Dach, Austritt, saniert. | 08967123 |
| Direkt Bild zu diesem Denkmal hochladen | Umfassungsmauern (Fassade) und Keller eines Wohnhauses in geschlossener Bebauung in Ecklage (ehemals Hotel Goldener Stern)                                                     | Markt 3 (Obermarktgasse 1) (Karte)                   | Bezeichnet mit 1827 | Städtebaulich von Bedeutung, schlichtes Wohnhaus in besonderer Ecksituation, Geschichts- und Dokumentationswert, ehemals Gasthof bzw. Hotel „Goldner Stern“ (bildet ein Grundstück mit Obermarktgasse 1). Drei Geschosse, 5-4 Achsen, Putzfassade, neu gedecktes Biberschwanzdach, kleiner Krüppelwalm zur Obermarktgasse, Apotheke im Erdgeschoss. | 08967655 |
| Direkt Bild zu diesem Denkmal hochladen | Wohnhaus in geschlossener Bebauung | Markt 4 (Karte)                                      | Anfang 19. Jahrhundert | Mit Laden, altstadttypischer Wohn- und Geschäftshausbau mit pittoresker Ladenzone der Gründerzeit, städtebaulicher und dokumentarischer Wert, Bestandteil des Marktensembles. Dreigeschossig, fünf Achsen, Putzfassade, Satteldach mit Eternitschindeln, prächtige Ladenzone aus Sandstein, Fenstergewände im ersten und zweiten Obergeschoss Naturstein, Gründerzeithaustür mit Gittern. | 08967128 |
| Direkt Bild zu diesem Denkmal hochladen | Löwen-Relief (an einem Wohnhaus-Neubau, ehemals „Hotel zum Löwen“) | Markt 8 (Karte)                                      | Um 1800 | Handwerklich-künstlerisch von Bedeutung, Relief in Rochlitzer Porphyr | 09302149 |
| Direkt Bild zu diesem Denkmal hochladen | Wohnhaus in geschlossener Bebauung | Markt 10 (Karte)                                     | 19. Jahrhundert | Mit Laden, städtebaulich von Bedeutung, platzbildgestaltender Bau im geschlossenen Marktensemble, Dokument der Leisniger Altstadt, mit repräsentativer Ladenfront der Gründerzeit. Dreigeschossig, vier Achsen, Putzbau, Fenstergewände aus Naturstein, Satteldach mit Ziegeldeckung, originale ortstypische Ladenfront, Fenster neu, original: Fußbodenfliesen und Ladenauslagen im Hauseingang um 1915, ältere Flurausmalung hinter den Schaufenstern erhalten, ältere Haustür. | 08967242 |
| Direkt Bild zu diesem Denkmal hochladen | Wohnhaus in geschlossener Bebauung, mit Hinterhaus | Markt 11 (Karte)                                     | Um 1820 | Bestandteil des geschlossen erhaltenen Marktplatzensembles, wirkungsvoll das steile und hohe Satteldach, städtebauliche Wertigkeit. Dreigeschossig, vier Achsen, hohes Dachgeschoss, Satteldach mit Ziegeldeckung, Putzfassade, original: Haustür mit Oberlicht mit Strukturglas, geschliffene Scheiben, Fußbodenfliesen (Muster), Windfangtür mit Klinke und farbigem Ätzglas. | 08967145 |
| Direkt Bild zu diesem Denkmal hochladen | Wohnhaus in geschlossener Bebauung sowie Hinterhaus zur Oberlanggasse | Markt 12 (Karte)                                     | Um 1800, später überformt (Wohnhaus); 19. Jahrhundert (Nebengebäude)                                                                                    | Mit Läden, Wohnhaus im Ensemble der geschlossenen Marktplatzbebauung, stadtgeschichtlich von Interesse, Dokumentationswert. Dreigeschossig, sechs Achsen, Dachhaus vier Achsen, zwei stehende Gaupen, Putzfassade, Rahmungen Naturstein, schöne Haustür (bezeichnet AK) mit Natursteinstufen und originaler Klinke, 1996 unter Schutz gestellt (Delang), Vorderhaus um 1800. | 08967124 |
| Weitere Bilder                          | Wohnhaus in geschlossener Bebauung, mit Inschrifttafel | Markt 13 (Karte)                                     | Anfang 19. Jahrhundert (Wohnhaus); bezeichnet mit 1870 (Gedenktafel)                                                                                    | Putzfassade, Inschrifttafel zur Erinnerung an den Geburtsort des Mathematikers Peter Apian (1495–1552), geschichtlicher und dokumentarischer Wert, Bestandteil der Marktbebauung. Inschrifttafel (bezeichnet mit 1870), Gebäude viergeschossig, sechs Achsen, Putzfassade, Läden im Erdgeschoss entstellend, ziegelgedecktes Satteldach, zwei Dachgaupen, Wappenstein bezeichnet mit „GML Seyferth 1870“ und Inschrift „Hier ward 1495 Peter Apian geboren. Sein Name errettete am 22. April 1547 Leisnig von Einäscherung, Petrus Apianus (Peter Bienewitz), 1495 Leisnig – 1552 Ingolstadt, Mathematiker, Geograph, Astronom, Kartograph, Professor an der Universität Ingolstadt, Berater Kaiser Karl V. und von diesem geadelt“. Altliste. | 08967120 |
| Direkt Bild zu diesem Denkmal hochladen | Wohnhaus in geschlossener Bebauung | Markt 16 (Karte)                                     | Anfang 19. Jahrhundert | Mit Läden, städtebaulich von Bedeutung, typischer Wohn- und Geschäftshausbau im Altstadtkern, Geschichts- und Dokumentationswert. Drei Geschosse, sechs Achsen, Putzfassade, historistische Ladenpfosten erhalten, alte Haustür, Satteldach mit neuer Biberschwanzdeckung, Fenster neu, saniert, im linken Laden Kreuzgratgewölbe, 1996 im Rahmen Sanierungsgebiet beauflagt. | 08967654 |
| Weitere Bilder                          | Wohnhaus in geschlossener Bebauung | Markt 17 (Karte)                                     | Um 1804 (nachträglich bezeichnet mit 1540) | Städtebaulich und baugeschichtlich von Bedeutung, mächtiger Altstadtbau im Marktensemble, schöner Torbogen, Geschichts- und Dokumentationswert. Dreigeschossig, acht Achsen, Putzfassade, Rahmungen Rochlitzer Porphyrtuff, ziegelgedecktes Satteldach, mit Tordurchfahrt, Schlussstein Torbogen bezeichnet mit „gegr. 1540“, großes Dachhaus um 1930, sehr wirkungsvoll durch die breite Fassadenfront (acht Achsen), Altliste. | 08967119 |
| Weitere Bilder                          | Wohnhaus, ehemalige Apotheke Zum Goldenen Löwen, in Ecklage | Markt 20 (Karte)                                     | Bezeichnet mit 1804 | Regionalgeschichtlich und baugeschichtlich interessantes Gebäude, als Eckbau unverzichtbarer Bestandteil des Marktensembles, Erinnerungswert, schönes Löwenrelief über dem Seiteneingang und interessanter Eingangsvorbau zum Markt. 6-5 Achsen, drei- bzw. viergeschossig, Säulenvorhalle zum Markt, Relief eines liegenden Löwen an der Kirchstraße, Putzfassade, alle Gewände Rochlitzer Porphyrtuff, Haustürportal mit Korbbogen und bezeichnet mit „A 1804“, Bleiglasfenster, 1984 für Kreisdenkmalliste vorgesehen, Altliste. | 08967113 |
| Direkt Bild zu diesem Denkmal hochladen | Wohnhaus in geschlossener Bebauung | Markt 23 (Karte)                                     | Anfang 19. Jahrhundert | Mit Laden, städtebaulich von Bedeutung, stadttypischer Wohnhausbau, Bestandteil der historischen Marktplatzbebauung mit stadtbildcharakterisierendem Wert, schöne Eingangsportale. Dreigeschossig, vier Achsen, steiles Dach mit Eternitschindeln, Putzfassade, Laden- und Haustürrahmung im Erdgeschoss Sandstein, Fensterrahmungen im Obergeschoss Naturstein, gründerzeitliche Haustür mit Gitter, saniert, Altliste. | 08967114 |
| Direkt Bild zu diesem Denkmal hochladen | Wohnhaus in geschlossener Bebauung | Markt 25 (Karte)                                     | 2. Hälfte 19. Jahrhundert | Mit Laden, städtebaulich von Bedeutung, historischer Altstadtbau, Bestandteil des geschlossen erhaltenen Marktplatzensembles, Dokumentationswert. Dreigeschossig, vier Achsen, Putzfassade, Ladenzone im Erdgeschoss Sandstein, Natursteinfensterrahmungen, Dachgaupen verschiefert, ziegelgedecktes Satteldach. | 08967118 |
| Weitere Bilder                          | Rathaus (Markt 1), mit Hofflügel (Mittelgasse 5) | Mittelgasse 5 (Markt 1) (Karte)                      | 1803–1809 | Kommunales Geschichtsdokument, Wert für die Volksbildung, Zeugnis städtischer Selbstverwaltung, stilistisch zwischen Barock und Klassizismus, mächtiger Bau mit reicher Gliederung durch Elemente aus Rochlitzer Porphyrtuff, Turm mit Uhr und Wetterfahne, Umbau 1911/1912 (im Zusammenhang mit dem Erweiterungsbau Markt 2), baugeschichtlich und ortsgeschichtlich von Bedeutung. Dreigeschossig, acht Achsen, Mittelrisalit zwei Achsen mit reich dekoriertem Torportal, Balkon am Turmansatz und Turm mit Uhr, Haube und Wetterfahne, Putzfassade, mächtiges Dach mit neuer Biberschwanzdeckung, saniert, Altliste. | 08967122 |
| Direkt Bild zu diesem Denkmal hochladen | Wohnhaus in geschlossener Bebauung | Mittelgasse 9 (Karte)                                | Bezeichnet mit 1804 | Baugeschichtlich und städtebaulich von Bedeutung, malerischer klassizistischer Wohnbau, Bestandteil der historischen Altstadt, schönes Segmentbogenportal. Zweigeschossig, drei Achsen, Putzfassade, Eckquaderung, Stockdekorband, im Erdgeschoss ca. 50 cm Mauerstärke und Rahmungen aus Porphyrtuff, Obergeschoss vermutlich Fachwerk, Portal mit Korbbogen und Schlussstein bezeichnet mit 1804. | 08967138 |
| Direkt Bild zu diesem Denkmal hochladen | Wohnhaus in geschlossener Bebauung | Mittelgasse 10 (Karte)                               | Um 1830 | Städtebaulich bedeutender Altstadtbau gegenüber der Einmündung Neugasse, wissenschaftlich-dokumentarischer Wert. Dreigeschossig, drei Achsen, Putzfassade, Rahmungen aus Porphyrtuff, Satteldach mit neuer Ziegeldeckung, Haustürportal mit Korbbogen, neue Fenster, saniert, Altliste. | 08967137 |
| Direkt Bild zu diesem Denkmal hochladen | Wohnhaus in geschlossener Bebauung | Mittelgasse 11 (Karte)                               | Bezeichnet mit 1806 | Baugeschichtlich und städtebaulich von Bedeutung, pittoresker Altstadtbau im Ensemble mit Nummer 9, Dokument der Bautätigkeit nach dem Stadtbrand 1803, schönes Segmentbogenportal. Zweigeschossig, vier Achsen, Putzfassade mit Eckquaderung, Stockband, Erdgeschoss Rahmungen Porphyrtuff, Portal mit Korbbogen und Schlussstein bezeichnet mit „Fm 1805“, zwei originale Fenster im Obergeschoss und zwei weitere Ende 19. Jahrhundert, Fenster im Erdgeschoss mit Klappladen, vermutlich Fachwerk-Obergeschoss und nur Erdgeschoss Bruchsteinmauerwerk, ehemals Fleischereigewerbe. | 08967139 |
| Direkt Bild zu diesem Denkmal hochladen | Wohnhaus in geschlossener Bebauung in Ecklage | Mittelgasse 13 (Karte)                               | Um 1805 | Städtebaulich und baugeschichtlich von Bedeutung, wissenschaftlich-dokumentarischer Wert, für die Bauforschung von Interesse (vermutlich verputztes Fachwerkobergeschoss). Zweigeschossig, Dach über zwei Geschosse, erstes Obergeschoss und Giebel Fachwerk verputzt, Laden um 1880, Mansardgiebeldach mit Ziegeldeckung und einseitigem Krüppelwalm, die ersten Kunststofffenster sind eingebaut, Anbau in der Mittelgasse mit Garagen, der Fachwerkgiebel mit großer Wirkung, ehemals mit Laden. | 08967345 |
| Direkt Bild zu diesem Denkmal hochladen | Wohnhaus in geschlossener Bebauung | Muldenstraße 1 (Karte)                               | Anfang 19. Jahrhundert | Mit Laden, städtebaulich von Bedeutung, bauliches Zeugnis des Wiederaufbaus nach dem Stadtbrand von 1803, die Ladenfront straßenraumprägend, das Gebäude vom Markt aus sichtbar. Dreigeschossig, vier Achsen, Putzfassade, Fenstergewände und Ladengliederungselemente aus Sandstein, steiles Dach mit Ziegeldeckung, vom Markt aus zu sehen, eigentlich Hausdurchgang, Fenster entstellend, original: Haustür und Klinke, Natursteinplatten im Flur, weiter nicht gesehen. | 08967115 |
| Direkt Bild zu diesem Denkmal hochladen | Wohnhaus in geschlossener Bebauung in Ecklage | Muldenstraße 2 (Karte)                               | Anfang 19. Jahrhundert | Mit Ladeneinbau an der Marktseite, altstadttypischer, nach dem Brand von 1803 errichteter Bau mit städtebaulichem und Dokumentationswert, für das Marktplatzensemble unverzichtbares Gebäude in exponierter Ecksituation. Dreigeschossig, 11-5 Achsen, Putzfassade, Eckquaderung, Ladenzone Sandstein, Fenstergewände überwiegend Naturstein, historistische Haustür, Ziegeldach, Fenster etwas entstellend, durch die Ecklage am unteren Ende des Marktes absolut unverzichtbar, Altliste. | 08967117 |
| Direkt Bild zu diesem Denkmal hochladen | Wohnhaus in geschlossener Bebauung | Muldenstraße 3 (Karte)                               | Anfang 19. Jahrhundert | Mit Laden, Bestandteil des historischen Altstadtensembles mit straßenraumakzentuierender Ladenfront, Dokumentationswert. Dreigeschossig, fünf Achsen, Putzfassade, Ladenfront Sandstein, Fenstergewände im Obergeschoss Naturstein, Satteldach, Haustür, Kunststofffenster entstellend, vermutlich 1804/1805. | 08967116 |
| Direkt Bild zu diesem Denkmal hochladen | Wohnhaus in ehemals geschlossener Bebauung in Ecklage | Muldenstraße 11 (Karte)                              | Um 1805 | Ehemals mit Warenhandlung, für Bauforschung und Stadtgeschichte interessantes Gebäude mit wissenschaftlich-dokumentarischem Wert (vermutlich verputztes Fachwerkobergeschoss), unverzichtbarer Eckbau im Verlauf der Muldenstraße und am Beginn des Altmarktensembles. Zweigeschossig, 5-2 Achsen, Putzfassade, Obergeschoss Fachwerk, Mansarddach, kleine Gaupen mit teilweise originalen Fenstern, wichtiger Eckbau. | 08967171 |
| Direkt Bild zu diesem Denkmal hochladen | Wohnhaus in geschlossener Bebauung in Ecklage | Neugasse 1 (Karte)                                   | Um 1805 | Mit Laden, städtebaulich von Bedeutung, Wohnhausbau in wichtiger Ecklage, unverzichtbarer Bestandteil der Marktplatzbebauung, Dokumentations- und Geschichtswert, schöne Ladenfront. Dreigeschossig, fünf Achsen, Ladenzone im Erdgeschoss aus Sandstein, alte Ladentür, Putzfassade, Ziegeldeckung, einseitiger Krüppelwalm, Altliste. | 08967121 |
| Direkt Bild zu diesem Denkmal hochladen | Wohnhaus in halboffener Bebauung in Ecklage | Neugasse 2 (Karte)                                   | Um 1805 | Städtebaulich von Bedeutung, Wohnhausbau unmittelbar neben dem Leisniger Rathaus, dokumentarischer Wert, städtebaulich in Beziehung mit Neugasse 1. Ladeneinbau entstellend, Putzfassade, Fenstergewände aus Porphyrtuff, einseitiger Krüppelwalm, Ziegeldach. | 08967125 |
| Direkt Bild zu diesem Denkmal hochladen | Wohnhaus in ehemals geschlossener Bebauung | Neugasse 4 (Karte)                                   | Um 1840 | Baugeschichtlich von Bedeutung, dreigeschossiger straßenbildcharakterisierender Putzbau als bauliches Zeugnis der historischen Altstadtbebauung nach dem Stadtbrand 1803, schönes Portal, Dokumentationswert. Dreigeschossig, vier Achsen, Putzfassade, einteilige Holzfenster mit Sprossung, neue Dachdeckung, saniert, Haustürportal mit Korbbogen und Schlussstein, Altliste. | 08967127 |
| Direkt Bild zu diesem Denkmal hochladen | Wohnhaus in geschlossener Bebauung | Neugasse 5 (Karte)                                   | Um 1840 | Baugeschichtlich von Bedeutung, interessanter Wohnbau im historischen Altstadtbereich, schönes Portal, Dokumentationswert. Drei Geschosse, drei Achsen, Putzfassade, Gewände aus Porphyrtuff, Satteldach mit stehender Gaupe, Haustürgewände mit Korbbogen und Schlussstein, 1991 saniert, neue Fenster, Portal umgesetzt aus einem anderen Gebäude. | 08967656 |
| Direkt Bild zu diesem Denkmal hochladen | Wohnhaus in halboffener Bebauung, ehemals mit Gaststätte Felsenkeller | Neumarkt 3 (Karte)                                   | Vor 1800 | Stadtentwicklungsstrukturen am Neumarkt aufzeigendes Gebäude, städtebaulich und wissenschaftlich-dokumentarisch von Bedeutung. Zweigeschossig, fünf Achsen, Erdgeschoss Bruchsteinmauerwerk, Obergeschoss Ziegelmauerwerk, Putzfassade, Satteldach mit Ziegeldeckung und fünf Schleppgaupen, Erdgeschoss Fenstergewände aus Porphyrtuff (ehemals mit Klappläden), Altliste. | 08967261 |
| Direkt Bild zu diesem Denkmal hochladen | Wohnhaus in halboffener Bebauung sowie Bergkeller im Hofbereich | Neumarkt 8 (Karte)                                   | Bezeichnet mit 1811 (Wohnhaus); Ende 19. Jahrhundert (Bergkeller)                                                                                       | Bauhistorisch sehr interessanter Vorstadtbau, schönes Segmentbogenportal, vermutliche verputztes Fachwerkobergeschoss, städtebaulich von Wert. Zweigeschossig, Bruchsteinmauerwerk mindestens im Erdgeschoss, Fenstergewände und Haustürrahmung aus Porphyrtuff, Korbbogenportal mit Schlussstein (bezeichnet CGM 1811), Obergeschoss Fachwerk verputzt, Satteldach mit Ziegeldeckung, Holzfenster, DDR-Haustür, Giebelspitze Fachwerk mit Ziegelausfachung, Hofseite teilweise verbrettert, im Obergeschoss Taubenschlag, Bergkeller auf dem Grundstück, Bruchsteinmauerwerk, Sandstein-Türrahmung, Altliste. | 08967264 |
| Direkt Bild zu diesem Denkmal hochladen | Wohnhaus in offener Bebauung | Neumarkt 9 (Karte)                                   | Bezeichnet mit 1829 | Baugeschichtlich von Bedeutung, malerischer Wohnbau im Neumarktbereich in einzigartiger freistehender Situation, mit Korbbogenportal aus Porphyrtuff, verputztes bzw. verschiefertes Fachwerkobergeschoss, Dokumentations- und Seltenheitswert. Zweigeschossig, drei Achsen, massives Erdgeschoss, Obergeschoss Fachwerk, Putzfassade, Giebelseite verschiefert, Biberschwanzziegel, Krüppelwalmdach, Fensterrahmung Porphyrtuff, Korbbogenportal Porphyrtuff mit Schlussstein bezeichnet mit „U. 1829“, sehr schöne originale Haustür mit Klinke und Oberlicht. Gleicher, aber stark veränderter Gebäudetyp vgl. Brösener Gasse 3, Altliste. | 08967265 |
| Direkt Bild zu diesem Denkmal hochladen | Wohnhaus in geschlossener Bebauung und Hinterhaus | Niederlanggasse 3 (Karte)                            | Um 1790 | Städtebaulich wichtiger Altstadtbau, als Grundstück an der Stadtmauer von gesondertem wissenschaftlichen Interesse, schöne klassizistische Tür. Zweigeschossig, ausgebautes Dachgeschoss mit entstellendem Dachhaus, fünf Achsen, Putzfassade, Schaufenstereinbau, schöne Haustür mit Klinke und Oberlicht, Fenster alt, alte Innentüren und einfacheFußbodenplatten im Flur, Altliste. | 08967191 |
| Direkt Bild zu diesem Denkmal hochladen | Wohnhaus in geschlossener Bebauung | Niederlanggasse 4 (Karte)                            | Um 1800 | Reizvolles Altstadtgebäude mit Segmentbogenportal, wissenschaftlich-dokumentarischer Wert, städtebaulich von Belang Zweigeschossig, vier Achsen, Putzfassade, sehr schöne Haustür, Satteldach mit Ziegeldeckung, Kellergewölbe (?) vermutlich aus der Zeit vor dem Stadtbrand 1803. | 08967183 |
| Direkt Bild zu diesem Denkmal hochladen | Wohnhaus in geschlossener Bebauung (rückwärtiges Gebäude des ehemaligen Stadtguts, siehe Kirchstraße 15)                                                                       | Niederlanggasse 6 (Karte)                            | 18. Jahrhundert | Städtebaulich und baugeschichtlich von Bedeutung, über dem Tor schöner Schlussstein mit Ochsenkopf, Durchgangsgrundstück zur Kirchstraße 15, Geschichts- und Seltenheitswert, Bedeutung für die Kulturlandschaft. Zweigeschossig, Putzfassade, steiles und mächtiges Satteldach mit neuer Ziegeldeckung, über Toreinfahrt Schlussstein mit Kuhkopfrelief und Inschrift (P1824), im Erdgeschoss Bogenrahmung Kellerluke aus Porphyrtuff, Altliste. | 08967184 |
| Direkt Bild zu diesem Denkmal hochladen | Wohnhaus in geschlossener Bebauung | Niederlanggasse 8 (Karte)                            | Anfang 19. Jahrhundert | Baugeschichtlich von Bedeutung, interessanter Altstadtbau unmittelbar neben dem Stadtgut, wissenschaftlich-dokumentarischer Wert, Bedeutung für die Bauforschung. Zweigeschossig, vier Achsen, kleiner Keller, Satteldach mit Ziegeldeckung, Putzfassade, Haustür- und Fenstergewände im Erdgeschoss, im Kern vermutlich älter, drei sehr schöne originale Fenster im Erdgeschoss, klassizistische Haustür mit historistischem Oberlicht mit Ätzglas, sechs Stufen aus Naturstein zum Hauseingang, Tonnen-Gewölbekeller, denkmalschutzrechtliche Genehmigung. | 08967186 |
| Direkt Bild zu diesem Denkmal hochladen | Portal eines Wohnhauses | Niederlanggasse 10 (Karte)                           | Bezeichnet mit 1701 | Künstlerisch von Bedeutung, Seltenheitswert, Renaissance-Sitznischenportal aus Rochlitzer Porphyrtuff. Vermutlich vor 1900 an den heutigen Standort versetzt, Altliste. | 08967185 |
| Direkt Bild zu diesem Denkmal hochladen | Wohnhaus in geschlossener Bebauung | Niederlanggasse 11 (Karte)                           | Bezeichnet mit 1865, später überformt | Baugeschichtlich und städtebaulich von Bedeutung, schönes spätklassizistisches Portal, wissenschaftlich-dokumentarischer Wert, Dokument der Stadtentwicklung, als Stadtrandgrundstück Bedeutung für das Ortsbild. Zweigeschossig, Drempel, vier Achsen, Putzfassade, Natursteinportal bezeichnet mit „18AB65“, schöne Haustür, profilierte Traufe, Altliste. | 08967187 |
| Direkt Bild zu diesem Denkmal hochladen | Wohnhaus in geschlossener Bebauung | Niederlanggasse 13 (Karte)                           | Um 1865 | Schlichter klassizistischer Wohnbau im Altstadtbereich, Grundstück mit rückwärtiger Stadtmauer, städtebaulicher Wert. Dreigeschossig, vier Achsen, Putzfassade, Erdgeschoss und erstes Obergeschoss Fenstergewände aus Porphyrtuff, saniert, Fenster neu, ausgebautes Dachgeschoss, Altliste. | 08967188 |
| Direkt Bild zu diesem Denkmal hochladen | Wohnhaus in geschlossener Bebauung, mit Seitenflügel im Hof | Niederlanggasse 15 (Karte)                           | Um 1845 | Spätklassizistischer Putzbau in der Altstadt, Lage an der Stadtmauer, wissenschaftlich-dokumentarisch von Interesse. Dreigeschossig, fünf Achsen, Putzfassade, biedermeierliche Haustür mit Oberlicht, Fenster neu, teilunterkellert, profilierte Fensterrahmungen, Altliste. | 08967189 |
| Direkt Bild zu diesem Denkmal hochladen | Wohnhaus in geschlossener Bebauung | Niederlanggasse 17 (Karte)                           | Bezeichnet mit 1836 | Schmaler Klassizismusbau mit einfachem Portal im historischen Altstadtensemble, straßenbildgestaltend, wissenschaftlich-dokumentarischer Wert besonders hinsichtlich der Lage an der Stadtmauer. Dreigeschossig, drei Achsen, Dachgaube, Putzfassade, Natursteinrahmungen, Haustür neu, entstellende Kunststofffenster, Eingangsportal bezeichnet mit „K 1836“, Altliste. | 08967190 |
| Direkt Bild zu diesem Denkmal hochladen | Wohnhaus in geschlossener Bebauung | Niederlanggasse 19 (Karte)                           | Um 1805, später überformt | Altstadttypischer klassizistischer Putzbau, Dokument der Stadtentwicklung, für die Bauforschung von Interesse. Dreigeschossig, drei Achsen, Putzfassade, entstellender Garageneinbau, Satteldach mit Ziegeldeckung, Fenster neu, Altliste | 08965431 |
| Direkt Bild zu diesem Denkmal hochladen | Wohnhaus in halboffener Bebauung in Ecklage, mit Seitenflügel zum Hof | Niederlanggasse 20 (Karte)                           | Um 1800 | Baugeschichtlich, künstlerisch und städtebaulich von Bedeutung, für den Stadtteil unverzichtbarer Eckbau, für Bauforschung und Stadtgeschichte von Interesse, mit hohem Authentizitätsgrad, im Hof schönes klassizistisches Portal. Zweigeschossig, fünf Achsen, Erdgeschoss Bruchsteinmauerwerk, alle Gewände Naturstein, Satteldach mit Ziegeldeckung, DDR-Liste, sehr schöne Haustür und originale Fenster, im Erdgeschoss Holzklappläden, Fenster alt, teilunterkellert, rückwärtiger Hausanbau zweigeschossig, sechs Achsen, Ziegeldach, um 1870, Haustür um 1840, Erdgeschoss Bruchstein-, im Obergeschoss Ziegelmauerwerk, Putzfassade, zwei Winterfenster, im Giebel zur Kirchgasse originales Ochsenauge, Altliste. | 08967195 |
| Direkt Bild zu diesem Denkmal hochladen | Wohnhaus in geschlossener Bebauung, mit kleinem Hinterhaus | Niederlanggasse 22 (Karte)                           | Kern 17. Jahrhundert | Bauhistorisch bedeutsamer Wohnbau im historischen Altstadtbereich, im Quartier, das durch den Stadtbrand 1803 verschont wurde, vermutlich verputztes Fachwerkobergeschoss, klassizistisches Portal, profilierte Fenstergewände im Erdgeschoss. Zweigeschossig, vier Achsen, Putzfassade, Fenstergewände vermutlich 17. Jahrhundert mit gekuppeltem Fenster (profilierte Natursteinrahmung), Haustürrahmung um 1840, Haustür neu und Fenster auch (leider), Satteldach mit Ziegeldeckung. | 08967196 |
| Direkt Bild zu diesem Denkmal hochladen | Wohnhaus in geschlossener Bebauung, mit Seitenflügel zum Hof | Niederlanggasse 23 (Karte)                           | Um 1850 | Baugeschichtlich von Bedeutung, klassizistischer Wohnbau mit schönem Portal, in exponierter Lage gegenüber der Einmündung Kleine Kirchgasse, reizvolles Bürgerhaus der Altstadt, stadthistorisch und städtebaulich bedeutsames Stadtmauergrundstück. Dreigeschossig, fünf Achsen, Mittelachse akzentuiert, alle Gewände aus Naturstein, Putzfassade, mit feiner Putzgliederung, Fenster neu, Satteldach mit Ziegeldeckung, Altliste. | 08967193 |
| Direkt Bild zu diesem Denkmal hochladen | Wohnhaus in geschlossener Bebauung | Niederlanggasse 25 (Karte)                           | Um 1860 | Schlichter klassizistischer Bürgerbau in städtebaulich wichtiger Lage, wissenschaftlich-dokumentarisch bedeutsam. Dreigeschossig, vier Achsen, Putzfassade, alle Gewände aus Naturstein, teilunterkellert, Haustür und Fenster neu, Satteldach mit Ziegeldeckung, Altliste. | 08967194 |
| Direkt Bild zu diesem Denkmal hochladen | Wohnhaus in geschlossener Bebauung und Heiste | Niederlanggasse 26 (Karte)                           | Um 1800 | Städtebaulich und baugeschichtlich von Bedeutung, eindrucksvolle Lage in Nähe des Burgberges, wissenschaftlich-dokumentarischer Wert, schönes Segmentbogenportal. Zweigeschossig, vier Achsen, Putzfassade, Fenstergewände aus Porphyrtuff, im Erdgeschoss Holzklappläden, Haustürportal aus Porphyrtuff mit Korbbogenschluss und Schlussstein, Erdgeschoss mit ca. 80 cm Mauerstärken! Satteldach, einzigartige Traufe mit versetzten Halbrundziegeln, vor dem Haus Aufgang und Treppenstufen. | 08967201 |
| Direkt Bild zu diesem Denkmal hochladen | Wohnhaus in halboffener Bebauung und Heiste | Niederlanggasse 28 (Karte)                           | Um 1800 | Baugeschichtlich und städtebaulich von Bedeutung, gegenüber dem Burgberg gelegenes Altstadtgebäude mit verputztem Fachwerk-Obergeschoss, schönes Korbbogenportal, städtebaulich unverzichtbar, für die Bauforschung und die Stadtentwicklungsgeschichte von Interesse. Zweigeschossig, Fenster im Erdgeschoss verändert, Erdgeschoss massives Mauerwerk, Obergeschoss Fachwerk mit Lehmausfachung, profilierte Traufe, Fenster im Obergeschoss alt – im Erdgeschoss um 1935, Haustürportal aus Porphyrtuff mit Korbbogen und Schlussstein, Giebelspitze zum Burgberg verbrettert, Altliste. | 08967202 |
| Direkt Bild zu diesem Denkmal hochladen | Wohnhaus in geschlossener Bebauung | Niederlanggasse 29 (Karte)                           | Um 1845 | Baugeschichtlich und städtebaulich von Bedeutung, altstadttypischer klassizistischer Putzbau mit einfachem Portal, Dokument der Stadtentwicklung. Zweigeschossig, sechs Achsen, Putzfassade, Fenstergewände aus Naturstein, Haustür mit Porphyrtuffportal, Satteldach mit Ziegeldeckung, neue entstellende Fenster, Haustür um 1930, Altliste. | 08967198 |
| Direkt Bild zu diesem Denkmal hochladen | Wohnhaus in geschlossener Bebauung | Niederlanggasse 31 (Karte)                           | Um 1915 | Baugeschichtlich von Bedeutung, seltenes bauliches Zeugnis der sogenannten Reformstilarchitektur im Kerngebiet der Altstadt. Zweigeschossig, ausgebautes Dachgeschoss mit zweiachsigem Dachhaus, Putzfassade mit Kunststeingliederung, 1999 saniert, Satteldach mit neuer Ziegeldeckung, Altliste. | 08967203 |
| Direkt Bild zu diesem Denkmal hochladen | Wohnhaus in geschlossener Bebauung sowie seitlicher Anbau | Niedermarktgasse 1 (Karte)                           | 1. Drittel 19. Jahrhundert | Mit kleinem Laden, baugeschichtlich von Bedeutung, breit gelagerter Putzbau mit klassizistischem Portal, im Kernbereich der Leisniger Altstadt, für Stadtbild und Bauforschung bedeutsam. Zweigeschossig, sieben Achsen, Mansardgiebeldach, Putzfassade, profilierte Traufe, Fenster- und Türgewände Porphyrtuff, im Erdgeschoss Holzklappläden, Dach mit Ziegeldeckung, Ladenfront aus Sandsteinwerkstein, Anbau mit Tordurchfahrt. | 08967178 |
| Direkt Bild zu diesem Denkmal hochladen | Wohnhaus in geschlossener Bebauung | Niedermarktgasse 3 (Karte)                           | Kern um 1804 | Mit Laden, baugeschichtlich von Bedeutung, den Straßenzug mitprägender Putzbau, für die Stadtgeschichte interessant, schöne ortstypische Ladenfront der Gründerzeit. Dreigeschossig, vier Achsen, Putzfassade, Satteldach mit Ziegeldeckung und zwei neuen Schleppgaupen, saniert, Fenster neu. | 08967253 |
| Direkt Bild zu diesem Denkmal hochladen | Wohnhaus in geschlossener Bebauung | Niedermarktgasse 5 (Karte)                           | Anfang 19. Jahrhundert | Reizvoller Altstadtbau, Fachwerk-Obergeschoss auf der Hofseite, städtebaulich bedeutsam mit Wirkung in die Oberlanggasse, wissenschaftlich-dokumentarischer Wert, das Mansarddach in Leisnig mit Seltenheitswert. Zwei Geschosse, vier Achsen, Mansardgiebeldach (jetzt ausgebaut), Putzfassade, teilunterkellert, Sanierung steckengeblieben, alte Haustür, Massivbau, Giebelspitze Fachwerk mit Ziegelausfachung, Rückfront Sichtfachwerk im Obergeschoss. | 08967663 |
| Direkt Bild zu diesem Denkmal hochladen | Wohnhaus in geschlossener Bebauung | Niedermarktgasse 8 (Karte)                           | Um 1885, im Kern älter | Schlichter Altstadtbau mit wissenschaftlich-dokumentarischem Wert, städtebaulich bedeutsam im geschlossenen Straßenzug, schöne Hauseingangstür. Dreigeschossig, drei Achsen, Erdgeschoss und erstes Obergeschoss Bruchsteinmauerwerk, im zweiten Obergeschoss Ziegelmauerwerk, Putzfassade, Fenstergewände im Erdgeschoss Sandstein, im Obergeschoss Porphyrtuff, original: Haustür mit Gitter und Oberlicht teilweise mit Ätzglasscheiben, Treppenhaus, Hoftür. | 08967177 |
| Direkt Bild zu diesem Denkmal hochladen | Wohnhaus in geschlossener Bebauung in Ecklage | Oberlanggasse 1 (Karte)                              | 18. Jahrhundert | Baugeschichtlich von Bedeutung, klassizistisch veränderter Barockbau mit bemerkenswerter Putzfassade, schönes klassizistisches Portal an der Turnerstraße, wissenschaftlich-dokumentarischer Wert, städtebaulich wichtige Funktion als prägendes Eckgebäude. Zweigeschossig, 6-6 Achsen, Putzfassade mit reizvoller Gliederung, neue Fenster entstellend, vier Sandsteinstufen zum Eingang Oberlanggasse, Rahmungen aus Naturstein, ehemals mit Ladeneinbau, original: Haustür an der Oberlanggasse, Brand um 1780, dann Wiederaufbau, restauratorische Untersuchungen 1991/1992. | 08967249 |
| Direkt Bild zu diesem Denkmal hochladen | Wohnhaus in geschlossener Bebauung | Oberlanggasse 5 (Karte)                              | 1740 laut Auskunft | Baugeschichtlich von Bedeutung, einfühlsam sanierter Altstadtbau mit reizvollen Details, schönes Segmentbogenportal, straßenzugcharakterisierend im geschlossen erhaltenen Ensemble. Zweigeschossig, vier Achsen, Putzfassade, Natursteingewände, Satteldach mit Ziegeldeckung, kleiner Gewölbekeller aus Bruchsteinmauerwerk, Holzklappläden, hat zweiten Stadtbrand 1803 überstanden. | 08967256 |
| Direkt Bild zu diesem Denkmal hochladen | Wohnhaus in halboffener Bebauung | Oberlanggasse 12 (Karte)                             | 1. Hälfte 19. Jahrhundert | Städtebaulich von Bedeutung, straßenzugcharakterisierender Putzbau, wissenschaftlich-dokumentarisch von Bedeutung. Dreigeschossig, vier Achsen, Erdgeschoss massives Bruchsteinmauerwerk und Natursteingewände, Obergeschosse Fachwerk mit Lehm- und Ziegelausfachung, Krüppelwalmdach mit Ziegeldeckung im Giebel zwei kleine originale Fenster mit Sechserteilung – ebenso über der Haustür ein Fenster, Altliste. | 08967252 |
| Direkt Bild zu diesem Denkmal hochladen | Wohnhaus in halboffener Bebauung, in Kreuzungssituation mit Baderberg | Oberlanggasse 16 (Karte)                             | Nach 1804 | Bauforschung und Stadtgeschichte interessierender Bau, vermutlich verputztes Fachwerk-Obergeschoss, schönes Segmentbogenportal, in prägnanter städtebaulicher Situation. Zweigeschossig, drei Achsen, Putzfassade, Massivmauerwerk im Erdgeschoss, Obergeschoss Fachwerk, Giebel Lehmfachwerk, Mansardgiebel Krüppelwalmdach, Giebelseite zwei Fenstergewände aus Rochlitzer Porphyrtuff mit Korbbogen und Schlussstein, leerstehend, außerordentlich. | 08967250 |
| Direkt Bild zu diesem Denkmal hochladen | Wohnhaus in geschlossener Bebauung | Oberlanggasse 17 (Karte)                             | Um 1830 | Ansprechender Altstadtbau im geschlossenen Straßenzug, bauhistorisch von Wert, klassizistisches Portal. Zweigeschossig, vier Achsen, Putzfassade mit historischem Verputz, Satteldach mit Pappschindeln, Schleppgaupe und Liegefenster, Haustürportal aus Porphyrtuff, Natursteinfenstergewände, kleiner Keller. | 08967255 |
| Direkt Bild zu diesem Denkmal hochladen | Wohnhaus in geschlossener Bebauung | Oberlanggasse 19 (Karte)                             | Um 1840 | Klassizistischer Altstadtbau mit schönem Portal, bauhistorischer Dokumentationswert. Zwei Geschosse, vier Achsen, Ladeneinbau (Schaufenster) entstellend, Satteldach mit Schieferdach, Haustürportal und Fenstergewände im Obergeschoss aus Porphyrtuff, Dachhäuser vermutlich um 1930, kleiner Keller, Altliste. | 08967664 |
| Direkt Bild zu diesem Denkmal hochladen | Haustür und Portal eines Wohnhauses | Oberlanggasse 33 (Karte)                             | Um 1875 | Künstlerisch-handwerklich von Bedeutung, schöne spätklassizistische Haustür mit originaler Klinke und gründerzeitlichen Gittern, einzigartiges Oberlicht sowi Rahmung aus Rochlitzer Porphyrtuff, Seltenheitswert. Wohnhaus vermutlich 17. Jahrhundert im Kern, Erdgeschoss mit sehr dicken Wänden. | 08967251 |
| Direkt Bild zu diesem Denkmal hochladen | Umfassungsmauern (Fassade) und Keller eines Wohnhauses in geschlossener Bebauung in Ecklage (ehemals Hotel Goldener Stern)                                                     | Obermarktgasse 1 (Markt 3) (Karte)                   | Bezeichnet mit 1827 | Städtebaulich von Bedeutung, schlichtes Wohnhaus in besonderer Ecksituation, Geschichts- und Dokumentationswert, ehemals Gasthof bzw. Hotel „Goldner Stern“ (bildet ein Grundstück mit Obermarktgasse 1). Drei Geschosse, 5-4 Achsen, Putzfassade, neu gedecktes Biberschwanzdach, kleiner Krüppelwalm zur Obermarktgasse, Apotheke im Erdgeschoss. | 08967655 |
|                                         | Wohnhaus in geschlossener Bebauung | Obermarktgasse 2 (Karte)                             | Um 1830, später überformt | Ehemals mit Laden, städtebaulich von Bedeutung, ortstypischer Altstadtbau in Korrespondenz zum Marktplatzensemble, Bauzeugnis im geschlossenen Straßenzug, dokumentarischer Wert. Dreigeschossig, sechs Achsen, Putzfassade, profilierte Fenstergewände, ziegelgedecktes Satteldach, zwei störende Gaupen, leerstehend, im ersten Obergeschoss innen Korbbögen/Fenster, Stockgesims, originale Fenster im ersten Obergeschoss (!), Altliste. | 08967129 |
| Direkt Bild zu diesem Denkmal hochladen | Wohnhaus in heute halboffener Bebauung, mit Gaststätte Stadt Leipzig, Sternklause                                                                                              | Obermarktgasse 7 (Karte)                             | Um 1840 | Orts- und baugeschichtlich von Bedeutung, prächtiges Portal mit Dreiecksgiebel, eines der größten Gebäude in der Straße in Nähe Mittelgasse, Dokument für die Gewerbestruktur im Altstadtbereich. Zweigeschossig, sechs Achsen, Putzfassade, Mansarddach mit Ziegeldeckung, Fensterrahmungen Porphyrtuff, Zugangsportal Sandstein, originale Haustür, Altliste. | 08967136 |
| Direkt Bild zu diesem Denkmal hochladen | Wohnhaus in geschlossener Bebauung, mit Seitenflügel im Hof | Obermarktgasse 16 (Karte)                            | Um 1840 | Ehemals mit Laden, städtebaulich von Bedeutung, Wohnbau im geschlossenen Straßenzug mit Resten der dekorativen Ladenzone der Gründerzeit, schöne Eingangstür, Dokumentationswert. Dreigeschossig, fünf Achsen, Putzfassade, Fenstergewände Naturstein (Porphyrtuff), ehemals mit Verkaufszone im Erdgeschoss, im Erdgeschoss vier Laden- und Wandpfeilervorlagen mit Satyrkapitellen erhalten, Hauszugang über zwei alte Sandsteinstufen, neue entstellende Fenster. | 08967132 |
| Weitere Bilder                          | Gedenktafel | Obermarktgasse 20 (Karte)                            | 1990er Jahre | Bronzetafel zur Erinnerung an den Spielort der Leisniger Kleinbühne und den Puppenspieler Heinz Kotte (1907–1989), orts- und kulturgeschichtliche Bedeutung. Ehemals denkmalgeschütztes Wohnhaus in geschlossener Bebauung, mit Seitenflügel im Hof malerischer Altstadtbau, stadtgeschichtlicher und bauhistorischer Wert, einfaches klassizistisches Portal, über drei Jahrzehnte Nutzung als Puppentheater, Wirkungsstätte von Heinz Kotte. Zweigeschossig, vier Achsen, Bruchsteinbau, Putzfassade mit Eckquaderung, hohes Dachgeschoss, mit Ziegeldeckung und Hechtgaupe, originale Haustür und Fenster, Gedenktafel zur Erinnerung an Puppentheater (1918–1952) und Heinz Kotte (* 5. Juni 1907 † 18. März 1989), Fenster im Erdgeschoss mit Korbbögen innen, Altliste. | 08967134 |
|                                         | Wohnhaus in geschlossener Bebauung | Obermarktgasse 22 (Karte)                            | Um 1840 | Liebevoll sanierter Wohnbau im geschlossenen Straßenzug, mit Segmentbogenportal, bauhistorischer Wert. Zweigeschossig, drei Achsen, Gewände aus Porphyrtuff, Putzfassade, Biberschwanzdach, 2 Gaupen, sehr schöne neue Fenster, alte Haustür mit Gitter und Klinke, saniert, Altliste. | 08967135 |
|                                         | Mietshaus in geschlossener Bebauung in Ecklage | Olbrichtplatz 1 (Karte)                              | Um 1885 | Städtebaulich und baugeschichtlich von Bedeutung, aufsehenerheischender gründerzeitlicher Kopfbau in Ecksituation zu Friedrich-Naumann-Straße und Johannistalstraße, platzbildprägend, Zeugnis anspruchsvoller Bautätigkeit im Bahnhofsviertel (bauliche Einheit mit Johannistalstraße 2 und Friedrich-Naumann-Straße 20). Zwei Geschosse, 2-9-2 Achsen, Mittelrisalit drei Achsen mit Zwerchhaus und Dreieckgiebel, Bruchsteinsockel, Putzfassade mit Putzgliederung, platzherrschender Bau original: Haustür mit Gitter und Oberlicht. | 08967408 |
| Weitere Bilder                          | Mietshaus in halboffener Bebauung in Ecklage mit Gewerbeanbau | Olbrichtplatz 2 (Karte)                              | Um 1885 | Städtebaulich und baugeschichtlich von Bedeutung, feinsinnig dekorierter Historismusbau, schöne Haustür, straßen- und platzbildakzentrierend. Drei Geschosse, 4-4 Achsen, Putzfassade mit Putz- und Stuckgliederung, Schieferdach mit flacher Neigung, Fenster neu, saniert, ehemals Eckladen original: Eisengitter der Haustür. | 08967409 |
| Direkt Bild zu diesem Denkmal hochladen | Wohnhaus in offener Bebauung mit kleinem Anbau | Olbrichtplatz 5 (Karte)                              | 1750, später überformt (1864) | Sozialgeschichtlich von Bedeutung, städtebaulicher Akzent, vorgründerzeitliche Bebauung der Bahnhofsvorstadt, wissenschaftlich-dokumentarisch von Interesse. Zwei Geschosse, Walmdach, Putzfassade, originaler Dachstuhl, starkes Mauerwerk im Erdgeschoss und Obergeschoss, ungewöhnliche Lage außerhalb der Altstadt, 1996 kein Denkmal. | 08967399 |
|                                         | Carl-Ferdinand-Adam-Denkmal | Peter-Apian-Platz (Karte)                            | Bezeichnet mit 1900 | Künstlerisch von Bedeutung, Erinnerungswert, Bedeutung für Stadtgeschichte und Volksbildung. Enthüllt 1900, im Auftrag der Deutschen Sängerschaft zu Ehren Carl Ferdinand Adams geschaffen (1806–1867) geschaffen, Ergebnis eines Preisausschreibens, welches der Künstler Juchoff (Paul Juchoff?) gewann. 1949 Neuguss des Bronze-Portrait-Reliefs, welches während des Zweiten Weltkrieges eingeschmolzen wurde. | 08967236 |
|                                         | Wohnhaus in geschlossener Bebauung | Peter-Apian-Platz 1 (Karte)                          | Um 1860 | Baugeschichtlich von Bedeutung, schönes spätklassizistisches Portal, Zeugnis der Stadterweiterung und -entwicklung im ehemaligen Stadtmauer- und Grabenbereich. Dreigeschossig, vier Achsen, Putzfassade, Porphyrtuffrahmungen, ziegelgedecktes Satteldach, qualitätvolle schöne Haustür mit Oberlicht, Hoftür und einige Fenster auf der Hofseite alt, Abortanbau, vermutlich um 1840 und Aufstockung Ende 19. Jahrhundert. | 08967248 |
|                                         | Wohnhaus (ehemals Sparkasse) in halboffener Bebauung, mit seitlicher Einfriedung                                                                                               | Peter-Apian-Platz 3 (Karte)                          | Bezeichnet mit 1903 | Ortsgeschichtlich und baugeschichtlich von Bedeutung, bemerkenswerter Historismusbau im ehemaligen Wallbereich, städtebauliches Zeugnis der gründerzeitlichen Stadterweiterung. Zweigeschossig, ausgebautes Dachgeschoss, Putzfassade mit Kunststein(?)gliederung, saniert, neue Fenster, neue Dacheindeckung mit Biberschwanzziegeln, Zwerchhaus mit Schmuckdekor (Bienen, Bücher, Globus, Eule), vermutlich Alte Schule, Altliste. | 08967247 |
| Direkt Bild zu diesem Denkmal hochladen | Fabrik (Tischlerei-Werkstatt) | Peter-Apian-Platz 11 (Karte)                         | Um 1895 | Baugeschichtlich und städtebaulich von Bedeutung, gründerzeitlicher mehrfarbiger Klinkerbau, ortsbildprägende Lage am Hang | 09302152 |
|                                         | Ehemaliges Kaiserliches Postamt, mit Stützmauer und Terrasse sowie Toreinfahrt an der Bergstraße                                                                               | Poststraße 12 (Bergstraße 2) (Karte)                 | Um 1900 | Aufwändiger Historismusbau im Stil der Neurenaissance, Klinkerfassaden mit Sandsteingliederungen, Sockelgeschoss in Zyklopenmauerwerk, straßen- und stadtbildprägende Lage, weite Wirkung ins Muldental, baugeschichtlich, post- und ortsgeschichtlich von Bedeutung. Dreigeschossig, roter Klinkerbau, Terrassenvorbau und Sockelgeschoss Zyklopenmauerwerk, reiche Sandsteingliederung, original: Fenster, Gitter am Eingang, Fußabstreicher. | 08967144 |
| Direkt Bild zu diesem Denkmal hochladen | Wohnhaus in geschlossener Bebauung | Poststraße 13 (Karte)                                | Um 1805 | Bauhistorisch interessanter Bau im geschlossenen Straßenzug, mit Segmentbogenportal, für das Ensemble Altstadt von Bedeutung. Dreigeschossig, drei Achsen, Putzfassade, Portal aus Porphyrtuff mit Korbbogen und Schlussstein, erstes und zweites Obergeschoss vermutlich Fachwerk, Satteldach mit Ziegeldeckung, zwei Fenster im Erdgeschoss mit Klappläden und Porphyrtuffgewänden, leerstehend, überstehende Giebelflächen verbrettert, Altliste. | 08967175 |
| Direkt Bild zu diesem Denkmal hochladen | Wohnhaus in geschlossener Bebauung | Poststraße 23 (Karte)                                | Bezeichnet mit 1804 | Auffallender Altstadtbau mit sehr großem Dachstuhl, schönes Korbbogenportal, bauhistorischer Wert, für die Stadtforschung von Interesse (Gewerbe). Zweigeschossig, sehr hohes Dachgeschoss, Fachwerkgiebel, Ziegeldach, Putzfassade, im Erdgeschoss Gewände Porphyrtuff, originale Haustür mit Korbbogenportal und Schlussstein bezeichnet mit 1804, Fenster im Obergeschoss um 1935, Altliste. | 08967143 |
| Direkt Bild zu diesem Denkmal hochladen | Wohnhaus in geschlossener Bebauung | Quergasse 5 (Karte)                                  | Bezeichnet mit 1830 | Baugeschichtlich von Bedeutung, mit Korbbogenportal aus Porphyrtuff, reizvoller Wohnbau im Ensemble der Neustadt, wissenschaftlich-dokumentarischer Wert. Zweigeschossig, drei Achsen, Putzfassade, im Erdgeschoss Porphyrtuffgewände, Korbbogenportal mit Schlussstein bezeichnet mit „H. 1830.“, Satteldach mit Ziegeldeckung, Fenster neu. | 08967272 |
|                                         | Mietshaus in halboffener Bebauung in Ecklage | Rosa-Luxemburg-Straße 1 (Karte)                      | Um 1890 | Baugeschichtlich und städtebaulich von Bedeutung, anspruchsvoller Kopfbau, straßenraumakzentuierend, ein Gründerzeitgebäude mit Klinkerfassade. Dreigeschossig, 5-1-4 Achsen, Klinkerfassade mit Kunststeingliederung, Porphyrtuffsockel, überhöhte Ecksituation, Kunstschieferdach, Ladenzone entstellend, Kunststofffenster, innen alles „schön ordentlich“, eisernes Treppengeländer original, Hofgebäude mit großem Speicherdachboden, Speicherluke, originalen Fenstern, Putzfassade, Altliste. | 08967315 |
| Direkt Bild zu diesem Denkmal hochladen | Villa mit Garagenhaus, Vorgarten und Pavillon | Rosa-Luxemburg-Straße 6 (Karte)                      | 1912 | Baugeschichtlich von Bedeutung, gut proportionierter Putzbau mit Kunststeindekor im Reformstil der Zeit um 1910, Dokumentationswert, Bestandteil des Leisniger Villenviertels. Zweigeschossig, Putzfassade mit Kunststeindekor, ausgebautes Dachgeschoss mit Biberschwanzdeckung, Förderung durch städtebaulichen Denkmalschutz, harter Kontrast zum Pennymarkt mit Parkplatz daneben, original: teilweise Fenster, Haustür und Windfangtür mit geschliffenen Scheiben, Innentüren teilweise mit originalen Klinken, Eisengitter der Terrasse, originale Ausstattung innen, saniert mit denkmalschutzrechtlicher Genehmigung. | 08967290 |
| Direkt Bild zu diesem Denkmal hochladen | Mietvilla mit Einfriedung und Gartenpavillon | Rosa-Luxemburg-Straße 12 (Karte)                     | Um 1912 | Baugeschichtlich von Bedeutung, ansprechender Wohnbau mit Putzfassade und Kunststeindekor im Reformstil der Zeit um 1910, schöner Hauseingang mit Windfang, Dokumentationswert, Bestandteil des Leisniger Villenviertels. Zweigeschossig, nutzbares Kellergeschoss, ausgebautes Dachgeschoss mit Zwerchhaus, hohes Walmdach mit Ziegeldeckung, Putzfassade mit Putz- und Kunststeindekor, aufwändig dekorierter Hauszugang/Windfang, SOS: die ersten Kunststofffenster verunstalten das Haus, original: fast alle Fenster, Haustür mit Gitter, Türen im Inneren mit Klinken, Marmorfußboden im Eingangsbereich, Altliste. | 08967289 |
| Direkt Bild zu diesem Denkmal hochladen | Wohnhaus in offener Bebauung, mit Einfriedung und Vorgarten | Rosa-Luxemburg-Straße 14 (Karte)                     | Bezeichnet mit 1934 | Qualitätvolles Wohnhaus Anfang der 1930er Jahre, im Heimatstil, Seltenheitswert, Zeugnis der örtlichen Architekturgeschichte. Zweigeschossig, Putzfassade, qualitätvolles Porphyrtuffportal mit Schlussstein (Äskulapstab weist auf Bauherrn), erste Kunststofffenster verschandeln den Bau, Walmdach mit Ziegeldeckung und Fledermausgaupe, zwei Schornsteine, original: Haustür und Oberlicht, zwei Fenstergitter, Fenster teilweise, einfache Einfriedung, Altliste. | 08967287 |
| Direkt Bild zu diesem Denkmal hochladen | Villa mit Vorgarten und Einfriedung | Rosa-Luxemburg-Straße 15 (Karte)                     | Um 1915 | Baugeschichtlich von Bedeutung, reizvoller privater Wohnungsbau vom Anfang des 20. Jahrhunderts im Reformstil der Zeit, Bestandteil des Villenviertels. Eingeschossig, ausgebautes Dachgeschoss, Dachlandschaft mit Kunstschieferdeckung (neu), Putzfassade, Einfriedung Bruchsteinmauer (Porphyrtuff), Holz- oder Metallfelder verloren, Altliste. | 08967288 |
| Direkt Bild zu diesem Denkmal hochladen | Wohnhaus in offener Bebauung, mit Garten | Rosa-Luxemburg-Straße 16 (Karte)                     | Um 1930 | Architektonisch ansprechender, zeittypischer Einfamilienhaus-Wohnbau, im Heimatstil, Dokumentationswert, baugeschichtlich von Bedeutung, Bestandteil des Leisniger Villenviertels. Eingeschossig, Putzfassade, original: Fenster, Holzklappläden mit feinem Dekor, Haustür(?), Altliste. | 08967286 |
| Direkt Bild zu diesem Denkmal hochladen | Wohnhaus in Ecklage | Scheunengasse 1 (Karte)                              | Um 1860 | Straßenzugcharakterisierender Putzbau der frühen Gründerzeit, städtebaulicher Dokumentationswert. Zweigeschossig, Giebelfront zwei Achsen, Traufe vier Achsen, schlichte Putzfassade, neue Fenster, Ladenzone wenig vorteilhaft, Fenstergewände teilweise Sandstein, Rückseite Anbau (kein Denkmal), Altliste. | 08967320 |
| Direkt Bild zu diesem Denkmal hochladen | Pavillon | Schloßberg (Karte)                                   | Um 1925 | Ortsbildprägend von Bedeutung, oberhalb der Straße Schloßberg, gegenüber dem Burgberg, selten gewordenes Zeugnis. Holzpavillon, Zeltdach. | 08967371 |
| Weitere Bilder                          | Brunnen auf der Bergseite (Eselsbrunnen) | Schloßberg (Karte)                                   | Bezeichnet mit 1938 | Künstlerisch-handwerklich von Bedeutung, aus Porphyrtuff mit Reliefplatte, Geschichtswert, Dokument für die Volksbildung. Etwa in der Mitte des Schloßberges befand sich früher nur eine Wasserstelle, an der die Tiere trinken konnten, bevor sie die Getreidesäcke weiter zum Marktplatz trugen. Zur Erinnerung an diese Tränke schuf der Leisniger Bildhauer Loose den heutigen Eselsbrunnen. Dieser wurde am 3. Juli 1938 eingeweiht. | 08967353 |
| Direkt Bild zu diesem Denkmal hochladen | Wohnhaus in halboffener Bebauung in Ecklage (ein Grundstück mit Niederlanggasse 33)                                                                                            | Schloßberg 7 (Karte)                                 | Bezeichnet mit 1701, Umbau um 1900 | Baugeschichtlich, hausgeschichtlich, künstlerisch, städtebaulich und straßenbildprägend von Bedeutung, am Gebäude ein Brunnen (ehemals ein Renaissance-Sitznischenportal, bezeichnet mit 1701) und drei Natursteinköpfe am Giebel aus dem abgebrochenen Niedertor, eindrucksvoller Eckbau, stadtbildprägende Lage, die Fachwerkfigurationen mit Seltenheitswert. Zweigeschossig, massives Erdgeschoss, hohes Dachgeschoss mit reichem Fachwerkgiebel, ehemals Bäckerei, Altliste. 2017 abgerissen. | 08967205 |
| Direkt Bild zu diesem Denkmal hochladen | Wohnhaus in Ecklage, mit angebautem Nebengebäude | Schloßberg 9 (Karte)                                 | 17. Jahrhundert (Wohnhaus); 19. Jahrhundert (Nebengebäude)                                                                                              | Bau- und hausgeschichtlich von Bedeutung, im Kern ein Renaissancebau, schlichtes klassizistisches Portal, städtebaulich unverzichtbarer Eckbau mit imposantem Walmdach, wichtige Lage am Burgberg, wissenschaftlich-dokumentarisch und stadtgeschichtlich von Interesse. Zweigeschossig, Erdgeschoss massiv, Obergeschoss Fachwerk, verputzt, mächtiges Walmdach mit Ziegeldeckung, Haustürportal klassizistisch, Fenster neu. Nebengebäude auch an der Lichtenberggasse, Fachwerk mit Lehmausfachung, ziegelgedecktes Satteldach, Altliste. | 08967211 |
| Direkt Bild zu diesem Denkmal hochladen | Wohnhaus in ehemals halboffener Bebauung | Schloßberg 35 (Karte)                                | Bezeichnet mit 1715 | Baugeschichtlich von Bedeutung, schlichter Barockbau mit schönem Segmentbogenportal, städtebaulich wichtige Lage in einer Kurvensituation, gehört zu den ältesten erhaltenen Vorstadtgebäuden, wissenschaftlich-dokumentarischer Wert, stadtbaugeschichtlich von Interesse. Zweigeschossig, drei Achsen, Putzfassade, sehr steiles und hohes Satteldach mit Ziegeldeckung, Korbbogenportal mit Schlussstein bezeichnet mit „S K 1715“ (Porphyrtuff, erster Buchstabe nicht lesbar), Bruchsteinbau, Altliste. | 08967352 |
| Direkt Bild zu diesem Denkmal hochladen | Wohnhaus in geschlossener Bebauung | Schloßberg 48 (Karte)                                | Um 1780 | Baugeschichtlich und hausgeschichtlich von Bedeutung, eines der schmalsten Leisniger Häuser, mit Segmentbogenportal, Bestandteil des geschlossenen Straßenzuges unterhalb der Burg, für die Bauforschung von besonderem Interesse. Zweigeschossig, Bruchsteinmauerwerk im Erdgeschoss, Korbbogenportal mit Schlussstein (Porphyrtuff), Putzfassade, Satteldach mit Ziegeldeckung, Obergeschoss vermutlich Fachwerk, Fenster alt, Haustür original, im Erdgeschoss Holzklappläden, leerstehend, sehr schmales Haus, Altliste. | 08967357 |
| Direkt Bild zu diesem Denkmal hochladen | Wohnhaus in geschlossener Bebauung | Schloßberg 54 (Karte)                                | Um 1830 | Stadtbaugeschichtlich und städtebaulich interessanter Wohnbau im geschlossenen Straßenzug, wissenschaftlich-dokumentarischer Wert. Zweigeschossig, fünf Achsen, Erdgeschoss sehr starkes Mauerwerk, Putzfassade, Erdgeschoss und Obergeschoss Natursteinfenstergewände, Satteldach, Haustür entstellend, soll 2003 saniert werden (neue Fenster, Fassade, Dachgeschossausbau), Altliste. | 08967359 |
| Direkt Bild zu diesem Denkmal hochladen | Wohnhaus in halboffener Bebauung und Hintergebäude im Hof | Schloßberg 57 (Karte)                                | Um 1840 | Städtebaulich, stadtbaugeschichtlich und wissenschaftlich-dokumentarisch von Interesse, straßenbildprägende Lage. Zweigeschossig, fünf Fenster im Obergeschoss, Erdgeschoss Bruchsteinmauerwerk mit Fensterrahmungen aus Porphyrtuff, Haustür mit Sandsteinrahmung, Obergeschoss vermutlich Fachwerk, Putzfassade, Satteldach mit Ziegeldeckung, alte Fenster im Obergeschoss und alle Winterfenster, zwei Fenster im Erdgeschoss mit Holzklappläden, Wohnhaus im Hof zweigeschossig, Putzfassade, Satteldach mit Ziegeldeckung, Fenster und Winterfenster erhalten, Altliste. | 08967358 |
| Direkt Bild zu diesem Denkmal hochladen | Korbbogenportal eines Wohnhauses | Schloßberg 58 (Karte)                                | Bezeichnet mit 1809 | Handwerklich-künstlerisch von Bedeutung, Korbbogenportal aus Porphyrtuff mit verziertem Schlussstein (Seltenheitswert). Wohnhaus (zweigeschossig) wirklich kein Denkmal, Porphyrtuff, untere Werksteine aus Sandstein, Schlussstein bezeichnet mit „DK 1809“ Nummer 23, der Schlüssel hat Seltenheitswert. | 08967360 |
| Direkt Bild zu diesem Denkmal hochladen | Bergkeller auf dem Grundstück eines Wohnhauses | Schloßberg 66 (Karte)                                | 19. Jahrhundert | Dokument historischer Bevorratungswirtschaft. Mit Rundbogenportal aus Porphyrtuff und zweiflügligem Holztor direkt in den Burgberg gehauen, Wohnhaus selbst alt aber sehr entstellt. | 08967363 |
| Direkt Bild zu diesem Denkmal hochladen | Haustür und Portal eines Wohnhauses | Schloßberg 68 (Karte)                                | Um 1845 | Handwerklich-künstlerisch von Bedeutung, klassizistische Haustür mit Natursteingewände, Dokument alter Handwerkskunst. Wohnhaus kein Denkmal, zweigeschossig, drei Achsen, Putzfassade, Satteldach mit Ziegeldeckung, Erdgeschoss sehr schöne Haustür und Fenster, jeweils original mit Natursteingewänden. | 08967362 |
| Direkt Bild zu diesem Denkmal hochladen | Wohnhaus in geschlossener Bebauung | Schloßberg 75 (Karte)                                | Um 1820 | Wissenschaftlich-dokumentarischer Wert, historisches Gebäude im geschlossenen Straßenzug, einfache klassizistische Portale, baugeschichtlich von Bedeutung, mit einzigartigem Verputz. Zweigeschossig, vier Achsen, historischer Verputz, Erdgeschoss mit Natursteingewänden, Fenster neu, Satteldach mit neuer Biberschwanzdeckung und Hechtgaupe, Massivbau, Erdgeschoss ca. 80 cm Mauerstärke, Altliste. | 08967361 |
| Direkt Bild zu diesem Denkmal hochladen | Wohnhaus in ehemals geschlossener Bebauung sowie Hofflügel und Sitznischenportal im Hof                                                                                        | Schloßberg 83 (Karte)                                | Um 1800 | Mit Ladeneinbau, stadtbaugeschichtlicher und wissenschaftlich-dokumentarischer Wert, zur Straße barockes Segmentbogenportal, zum Hof älteres Sitznischenportal. Zweigeschossig, fünf Achsen, Putzfassade, Erdgeschoss und Obergeschoss Natursteingewände, Kellertonne (?), ziegelgedecktes Satteldach, original: Haustür mit Klinke und Oberlicht, ein Fenster um 1910 im Erdgeschoss mit einzigartiger Gliederung, Ladenfront 1. Hälfte 20. Jahrhundert, Hofflügel mit Lehmstaken-Fachwerk, Altliste. | 08967364 |
| Direkt Bild zu diesem Denkmal hochladen | Wohnhaus in ehemals geschlossener Bebauung | Schloßberg 87 (Karte)                                | Um 1885 | Kleiner aber reizvoller gründerzeitlicher Wohnhausbau, baugeschichtlich von Interesse, ungewöhnlich reich verzierte Haustür. Zweigeschossig, vier Achsen, Putzfassade mit Putzgliederung, entstellender Sockel-Neuverputz, unvorteilhafte Kunststofffenster, Satteldach mit neuer Ziegeldeckung. | 08967365 |
| Direkt Bild zu diesem Denkmal hochladen | Wohnhaus in halboffener Bebauung | Schloßberg 93 (Karte)                                | Um 1850 | Baugeschichtlich von Bedeutung, unmittelbar an der alten Muldenbrücke gelegener spätklassizistisch wirkender Gründerzeitbau, städtebaulicher und dokumentarischer Wert. Zweigeschossig, acht Achsen, zwei Zugänge, ein Laden, Putzfassade mit Putz- und Sandsteingliederung, Fenster und Türen sowie Klappläden im Erdgeschoss neu, ausgebautes Dachgeschoss, Schieferdach mit Gaupen. | 08967370 |
|                                         | Mietshaus in geschlossener Bebauung | Schloßstraße 1 (Karte)                               | Um 1890 | Städtebaulich und baugeschichtlich von Bedeutung, schlichter Gründerzeitbau mit großer stadtbildprägender Funktion als Zielpunkt der Kirchstraße, auch als Dokument der gründerzeitlichen Bauveränderungen in Leisnig interessant. Dreigeschossig, acht Achsen, Putzfassade, mit Kunststein- und Putzgliederungen, Fensterverdachungen, original: einige Fenster, Treppenhaus, einfache Fußbodenfliesen. | 08967220 |
| Direkt Bild zu diesem Denkmal hochladen | Wohnhaus in Ecklage in halboffener Bebauung | Schloßstraße 2 (Karte)                               | Um 1830 | In prägender Ecksituation am schmalen Durchgang zum Kirchplatz, städtebaulich bedeutsam, wissenschaftlich-dokumentarischer Wert. Dreigeschossig, sechs Achsen an der Schloßstraße, Putzfassade, teilsaniert, Fenster neu, Altliste. | 08965250 |
| Direkt Bild zu diesem Denkmal hochladen | Wohn- und Gasthaus in offener Bebauung | Schloßstraße 7 (Karte)                               | Vor 1800 | Geschichtlich und städtebaulich bedeutsam, in exponierter Lage, Kopfbau am Hauptzugang zur Leisniger Burg, eindrücklicher Barockbau. Heute Gaststätte Taverne, zweigeschossig, Putzfassade mit Putzgliederung, Walmdach mit Biberschwanzziegeln neu gedeckt, neues Dachhaus, rückwärtige Anbauten, Altliste. | 08967219 |
| Direkt Bild zu diesem Denkmal hochladen | Villa sowie Terrassenanlage und Gewölbekeller | Schloßstraße 9 (Karte)                               | Um 1860 | Mit Gaststätte, reizvoll über dem Muldetal gelegenes Ensemble, städtebaulich von Wert, Dokument der Stadtgeschichte, Erinnerungswert. Sehr ruinös, zweigeschossig, Terrasse auf Substruktion, Putzfassade, Gewölbekeller, original: Steintreppenhaus mit Eisengeländer, Türen im Inneren, Fußböden, Fenster, Holzklappläden, Altliste. | 08967325 |
| Direkt Bild zu diesem Denkmal hochladen | Wohnhaus in offener Bebauung | Teichgasse 4 (Karte)                                 | Um 1860 | Stadtgeschichtlich von Interesse, vermutlich erster Garnisonsbau Leisnigs. Zweigeschossig und elf Achsen, Rückseite dreigeschossig, Krüppelwalmdach mit Ziegeldeckung, Erdgeschoss Bruchsteinmauerwerk, in den Obergeschossen Ziegelmauerwerk, Putzfassade, Fenstergewände Porphyrtuff, auf der Rückseite original einige Fenster erhalten. | 08967271 |
| Direkt Bild zu diesem Denkmal hochladen | Wohnhaus in geschlossener Bebauung | Teichgasse 5 (Karte)                                 | Um 1800 | Sozialgeschichtlich von Bedeutung, eines der schmalsten Leisniger Gebäude, Seltenheitswert. Zweigeschossig, zwei Achsen, Putzfassade mit historischem Verputz, sehr schmales Haus, saniert, Fenster neu, Satteldach mit neuer Biberschwanzdeckung, originale Haustür und Klinke, Altliste. | 08967262 |
|                                         | Denkmal der Saxonia | Tragnitzer Straße (Karte)                            | 19. Jahrhundert | Geschichts- und Erinnerungswert. Sandstein, Plastik aus Keramik (leicht beschädigt) auf Sandsteinsockel, „Alex. Schmidt Thonwaaren-Fabrik-Buschbad-Meissen“ | 08967368 |
| Direkt Bild zu diesem Denkmal hochladen | Mietshaus in geschlossener Bebauung in Ecklage | Tragnitzer Straße 2 (Karte)                          | Um 1890 | Städtebaulich von Bedeutung, unverzichtbares Eckgebäude, ursprünglich im Zusammenhang mit der alten Muldenbrücke zu sehen, ein Gründerzeitgebäude mit spätklassizistisch wirkender Fassade. Dreigeschossig, 7-5 Achsen, Putzfassade mit Putz- und Sandsteingliederung, wichtiger Eckbau, Ziegeldach, erste entstellende Kunststofffenster, original: Haustür, teilweise Fenster, Altliste. | 08967369 |
| Direkt Bild zu diesem Denkmal hochladen | Wohnhaus in offener Bebauung | Tragnitzer Straße 5 (Karte)                          | 18. Jahrhundert | Sozialgeschichtlich von Bedeutung, mit schlichter Putzfassade und Sandsteingewänden im Erdgeschoss, Bauforschungs- und Dokumentationswert. Zweigeschossig, vier Achsen, Putzfassade, Bruchsteinbau, im Erdgeschoss Sandsteingewände, Satteldach, Altliste. | 08967367 |
| Direkt Bild zu diesem Denkmal hochladen | Wohnhaus in geschlossener Bebauung | Turnerstraße 7 (Karte)                               | Bezeichnet mit 1804 | Unmittelbar nach dem Stadtbrand 1803 errichteter Wohnbau auf schmalem Grundstück, Bestandteil des geschlossen erhaltenen Straßenzuges, wissenschaftlich-dokumentarischer Wert | 09302169 |
| Direkt Bild zu diesem Denkmal hochladen | Wohnhaus in geschlossener Bebauung | Turnerstraße 8 (Karte)                               | Bezeichnet mit 1804 | Unmittelbar nach dem Stadtbrand 1803 errichteter Wohnbau auf schmalem Grundstück, Bestandteil des geschlossen erhaltenen Straßenzuges, wissenschaftlich-dokumentarischer Wert. Drei Geschosse, drei Achsen, Fenstergewände im Erdgeschoss und 1. Obergeschoss Porphyrtuff, Haustür: Rahmung Porphyrtuff mit Korbbogen und Schlussstein bezeichnet mit 1804, Satteldach mit neuer Ziegeldeckung, Dachhaus, teilunterkellert, Putzfassade ohne Gliederung, Fenster in den Obergeschossen entstellend, sehr schöne originale Haustür und Oberlicht. | 08967660 |
| Direkt Bild zu diesem Denkmal hochladen | Wohnhaus in geschlossener Bebauung | Turnerstraße 9 (Karte)                               | Bezeichnet mit 1803, Umbau bezeichnet mit 1925 | Unmittelbar nach dem Stadtbrand 1803 errichteter Wohnbau auf schmalem Grundstück, Bestandteil des geschlossen erhaltenen Straßenzuges, wissenschaftlich-dokumentarischer Wert, schönes Korbbogenportal | 09302170 |
| Direkt Bild zu diesem Denkmal hochladen | Wohnhaus in geschlossener Bebauung | Turnerstraße 13 (Karte)                              | 19. Jahrhundert | Straßenbildcharakterisierendes Gebäude mit schlichter Putzfassade, eines der größten Wohnhäuser im geschlossen erhaltenen Straßenzug. Dreigeschossig, sieben Achsen, Putzfassade mit Putzgliederung, Haustür- und Fenstergewände im Erdgeschoss und ersten Obergeschoss Porphyrtuff, drei Fenster im Erdgeschoss Sandsteinrahmung, Sanierung (mit Dachausbau) steckengeblieben. | 08967244 |
| Direkt Bild zu diesem Denkmal hochladen | Wohnhaus in halboffener Bebauung | Turnerstraße 20 (Karte)                              | Um 1840 | Wohnbau im Ensemble Altstadt Leisnig, wichtige städtebauliche Lage in Korrespondenz Kornhaus und in Straßenachse vom Peter-Apian-Platz her. Zwei Geschosse, fünf Achsen, im Erdgeschoss Natursteinrahmungen, Haustür neu, Fenster im Obergeschoss alt, Satteldach mit Ziegeldeckung, wirkungsvolle Lage. | 08967659 |
| Direkt Bild zu diesem Denkmal hochladen | Wohnhaus in geschlossener Bebauung und kleines Nebengebäude im Hof | Turnerstraße 21 (Karte)                              | Um 1840 | Altstadttypischer Wohnbau im geschlossenen Straßenzug, schönes klassizistisches Portal, Dokument der historischen Altstadt in Randlage, für die Bau- und Stadtforschung von Interesse. Zweigeschossig, im Erdgeschoss drei, im Obergeschoss vier Achsen, Fenstergewände im Erdgeschoss aus Rochlitzer Porphyrtuff, schöne Haustürrahmung und Fenstergewände im Obergeschoss aus Naturstein, Erdgeschoss Bruchsteinmauerwerk, im Obergeschoss Ziegelmauerwerk, Putzfassade, Satteldach mit Ziegeldeckung, an der Traufzone Deutsches Band, hofseitig große Schleppgaube, Altliste. | 08967245 |
| Direkt Bild zu diesem Denkmal hochladen | Wehr- und Wachturm im Verlauf der Stadtmauer (Einzeldenkmal der Sachgesamtheit 08967294)                                                                                       | Turnerstraße 22 (Karte)                              | Mittelalterlich | Einzeldenkmal der Sachgesamtheit Stadtbefestigung; Geschichts- und Dokumentationswert. Wehr- und Wachturm aus Bruchsteinmauerwerk, denkmalschutzrechtliche Genehmigung 1999. | 08967293 |
| Weitere Bilder                          | Ehemaliges Kornhaus | Turnerstraße 26 (Karte)                              | Laut Dehio um 1480 (Speicher); 1553 (Speicher) | Baugeschichtlich, hausgeschichtlich, ortsgeschichtlich und ortsbildprägend von Bedeutung, in prägender städtebaulicher Situation am Rand der Altstadt, geschichtlicher sowie wissenschaftlich-dokumentarischer Wert, für die Volksbildung von Interesse. Putzbau, hohes Satteldach mit Ziegeldeckung, saniert, Altliste. Laut Erfassungsbögen aus den 1950er Jahren (Max Grimmer) ursprünglich als Marstall gebaut, dann Kornkammer, 1837–1877 Stadttheater, seit 1877 Nutzung als Turnhalle. Anbau davor 1864 im Auftrag des Glasermeisters Kötitz erbautes Theater-Restaurant – bezeichnet als „Glashütte“. | 08967246 |
| Direkt Bild zu diesem Denkmal hochladen | Wohnhaus in halboffener Bebauung | Webergasse 1 (Karte)                                 | Um 1890 | Mit Laden, die Webergasse prägender Bau, bauhistorisches Dokument der gründerzeitlichen Stadterweiterung. Zweigeschossig, fünf Achsen, Putzfassade mit Putzgliederung, Bruchsteinsockel, unterkellert, Obergeschoss Ziegelmauerwerk, Fenster neu, ausgebautes Dachgeschoss, original: Haustür mit Oberlicht mit Altglas, Treppenhaus, Treppenhausfenster mit Resten farbiger und geätzter Verglasung, leerstehend. | 08967267 |
| Direkt Bild zu diesem Denkmal hochladen | Bergkeller | Webergasse 20 (bei) (Karte)                          | 1. Hälfte 19. Jahrhundert | Historisches Dokument früherer Lager- und Bevorratungswirtschaft, gegenüber Nummer 1 (Bruchsteinmauerwerk) | 08967269 |
| Direkt Bild zu diesem Denkmal hochladen | Bergkeller | Webergasse 20 (neben) (Karte)                        | 2. Hälfte 19. Jahrhundert | Historisches Dokument früherer Lager- und Bevorratungswirtschaft, gegenüber Nummer 3/5 (Bruchsteinmauerwerk) | 08967268 |
|                                         | Villa mit Einfriedung, seitlicher Vorgarten mit Brunnen, Torbogen und Nebengebäude im Hof mit Garage und Laubengang sowie Garten und Pavillon (Villa „Der Pfefferzins“)        | Würkertstraße 1 (Karte)                              | Bezeichnet mit 1909 (Villa); bezeichnet mit 1921 (Brunnen)                                                                                              | Baugeschichtlich, ortsgeschichtlich und künstlerisch von Bedeutung, im Reform- und Heimatstil des beginnenden 20. Jahrhunderts, prachtvoller Villenbau mit originaler Ausstattung, Seltenheitswert. Eingeschossig mit zweigeschossig ausgebautem Dachgeschoss, mächtiger Spitzgiebel, Porphyrtuffsockel, Putzfassade mit Porphyrtuffgliederung, Gartenveranda, vielgliedrige Dachlandschaft mit Ziegeldeckung, Fenster original, Haustür, Innentüren, Innentreppe, Bleiglasfenster 1945/1950 ausgebaut, Torbogen mit Wappen, Vorgarten mit kleinem Brunnen (runde Beckenschale, Abschluss mit Mädchenfigur und Reh, vgl. Märchen Brüderchen und Schwesterchen, bezeichnet Alf. Thiele 1921), Einfriedung Porphyrtuffmauer, Kunststeinpfeiler und Holzzaun, Gartenpavillon mit Porphyrtuffsäulen, Altliste. | 08967301 |
| Direkt Bild zu diesem Denkmal hochladen | Wohnhaus in halboffener Bebauung in Ecklage sowie Garagengebäude im Hof | Würkertstraße 2 (Karte)                              | Um 1875/1880 (Wohnhaus); um 1930 (Garage) | Mit Laden, städtebaulich wichtiger Eckbau, Dokumentationswert, klassizistisch wirkender Putzbau im geschlossenen Straßenzug mit sehr schönem Fassadendekor. Dreigeschossig, 5-4 Achsen, Putzfassade mit Putz- und Stuckgliederung, Fenster neu (Kippfenster), Ladenfront entstellend, aber sehr feiner Fassaden-Stuckdekor, Hofseite mit Kunststofffenstern, Garagenhaus um 1930, drei Tore, flaches Walmdach mit Schieferdeckung. | 08967300 |
| Direkt Bild zu diesem Denkmal hochladen | Wohnhaus in offener Bebauung, mit Zufahrtstor | Würkertstraße 4 (Karte)                              | Um 1925 | Städtebaugeschichtlich von Bedeutung, im Reformstil der Zeit nach 1910, Wohnbau im Villenvorort, straßenbildgestaltend, Dokumentationswert. Zwei Geschosse, Erker, Turm, Putzfassade, sparsamer Fassadendekor, Ziegeldach, saniert, Ausstattung erhalten (Liebig/Delang), original: Treppenhaus, Wohnungseingangstüren, Kellertür. | 08967671 |
| Direkt Bild zu diesem Denkmal hochladen | Wohnhaus in offener Bebauung, mit seitlicher Einfriedung | Würkertstraße 5 (Karte)                              | Um 1895 | Baugeschichtlich von Bedeutung, reizvoller Gründerzeitbau mit Klinkerfassade, Bestandteil des Leisniger Villenviertels. Zweigeschossig, fünf Achsen, Klinkerbau mit reicher Sandsteingliederung, Bruchsteinsockel Porphyrtuff, Mansarddach verschiefert, Kunststofffenster, original: Haustür, Altliste. | 08967304 |
|                                         | Mietvilla | Würkertstraße 6 (Karte)                              | Um 1885 | Baugeschichtlich von Bedeutung, malerischer gründerzeitlicher Bau mit klassizistische wirkender Fassade, in einem interessanten Villenviertel, Geschichts- und Dokumentationswert. Zweigeschossig, vier Achsen, Putzfassade, Stuck/Sandsteingliederung, Erdgeschoss Bruchsteinmauerwerk (Porphyrtuff), Mittelrisalit zwei Achsen mit Dreieckgiebelabschluss, grobschlächtige neue Fenster, Haustür original, sehr schöne Holzveranda und kleine Terrasse mit Balusterbrüstung, Altliste. | 08967302 |
| Direkt Bild zu diesem Denkmal hochladen | Mietvilla mit Einfriedung | Würkertstraße 8 (Karte)                              | Um 1892 | Städtebaulich und baugeschichtlich von Bedeutung, pittoresker gründerzeitlicher Villenbau mit Eckturm, Dokumentationswert, Bestandteil des Leisniger Villenviertels. Zweigeschossig, Putzfassade mit Sandsteingliederung, vielgliedriger Baukörper, Eckturm mit Spitzhelm, Schieferdach, 1994 saniert, Fenster neu, original: Haustür, Kellerfenstergewände, Altliste. | 08967303 |
| Direkt Bild zu diesem Denkmal hochladen | Ehemalige Fabrik (seit 1994 Schule) | Würkertstraße 9 (Franciscus-Nagler-Straße 3) (Karte) | Um 1895 | Gründerzeitgebäude, Dokumentations- und Geschichtswert, gehört heute zur Peter-Apian-Schule (Anschrift: Franciscus-Nagler-Straße 3). Umnutzung mit Genehmigung, ehemaliges ELMO-Fabrikgebäude, Altliste. | 08967292 |
| Direkt Bild zu diesem Denkmal hochladen | Wohnhaus in halboffener Bebauung | Ziegelgasse 4 (Karte)                                | Bezeichnet mit 1839 | Schlichter Bau mit klassizistischem Portal, exponierte Lage, bauhistorisch von Bedeutung. Zweigeschossig, fünf Achsen, Satteldach mit Ziegeldeckung, Putzfassade, Ziegel- und Lehmsteinmauerwerk, Fenstergewände nur geputzt, Haustürportal Sandstein bezeichnet mit „Nummer 4 J.G.K. 1839.“, Bruchsteinsockel, Fenster und Haustür neu, im Giebel entstellende Kunststofffenster, original: Blitzableiter auf dem Dach, Altliste. | 08967346 |

## Ehemalige Denkmäler
| Bild                                    | Bezeichnung                                                     | Lage                       | Datierung              | Beschreibung | ID       |
| --------------------------------------- | --------------------------------------------------------------- | -------------------------- | ---------------------- | --- | -------- |
| Direkt Bild zu diesem Denkmal hochladen | Wohnhaus in offener Bebauung                                    | Kleine Viehweide 8 (Karte) | Um 1850                | Baugeschichtlich und sozialgeschichtlich von Bedeutung, imposanter Wohnhausbau, wissenschaftlich-dokumentarischer Wert. Zweigeschossig, sieben Achsen, Putzfassade, Bruchsteinsockel, Gewände Porphyrtuff (auch Kellerfenster), Krüppelwalmdach mit Ziegeldeckung, Haustür um 1940, original: teilweise Fenster, einige Winterfenster. Zwischen 2013 und 2015 abgerissen. | 08967349 |
| Direkt Bild zu diesem Denkmal hochladen | Wohnhaus in halboffener Bebauung                                | Oberlanggasse (Karte)      | Um 1804                | Städtebaulich wichtig durch heute isolierte Lage an der Engstelle Oberlanggasse, eines der seltenen erhaltenen Gebäude mit Fachwerkfassade, wissenschaftlich-dokumentarische Bedeutung. Zweigeschossig, Putzfassade, im Erdgeschoss Bruchsteinmauerwerk, Obergeschoss Ziegelmauerwerk, Giebel Fachwerk mit Lehmstein- und Ziegelausfachung, Rahmung Schaufenster und Ladentür aus Sandstein, zweites Gebäude mit Sichtfachwerk im Obergeschoss, original: alte Fenster, Ladentür um 1925, alter Klappladen im Erdgeschoss mit handgeschmiedeten Bändern, Altliste. Zwischen 2009 und 2013 abgerissen. | 08967254 |
| Direkt Bild zu diesem Denkmal hochladen | Wohnhaus in geschlossener Bebauung                              | Obermarktgasse 6 (Karte)   | Anfang 19. Jahrhundert | Zeugnis vergangener Bau- und Wohnkultur im geschlossenen Straßenzug, schönes Eingangsportal, Bestandteil der historischen Altstadt. Dreigeschossig, fünf Achsen, Putzfassade, Bruchsteinbau, Fenstergewände Porphyrtuff, Eingangsgewände Sandstein, Haustür rückversetzt, Haustür um 1840, Mansarddach, leerstehend, ehemals Verkaufsbereich im Erdgeschoss. Zwischen 2017 und 2023 von der Denkmalliste gestrichen. | 08967130 |
| Direkt Bild zu diesem Denkmal hochladen | Wohnhaus in geschlossener Bebauung (ehemals Niederlanggasse 33) | Schlossberg 7 (Karte)      | Um 1850                | Bauhistorisch interessanter Bau im geschlossenen Straßenzug, Dokument im Ensemble der Altstadt. Eingeschossig an der Treppenanlage, Fachwerk mit Ziegelfachung, ausgebautes Dachgeschoss, originale klassizistische Haustür, Altliste. 2017 abgerissen. | 08967204 |

## Tabellenlegende
- Bild: Bild des Kulturdenkmals, ggf. zusätzlich mit einem Link zu weiteren Fotos des Kulturdenkmals im Medienarchiv Wikimedia Commons. Wenn man auf das Kamerasymbol klickt, können Fotos zu Kulturdenkmalen aus dieser Liste hochgeladen werden:
- Bezeichnung: Denkmalgeschützte Objekte und ggf. Bauwerksname des Kulturdenkmals
- Lage: Straßenname und Hausnummer oder Flurstücknummer des Kulturdenkmals. Die Grundsortierung der Liste erfolgt nach dieser Adresse. Der Link (Karte) führt zu verschiedenen Kartendiensten mit der Position des Kulturdenkmals. Fehlt dieser Link, wurden die Koordinaten noch nicht eingetragen. Sind diese bekannt, können sie über ein Tool mit einer Kartenansicht einfach nachgetragen werden. In dieser Kartenansicht sind Kulturdenkmale ohne Koordinaten mit einem roten bzw. orangen Marker dargestellt und können durch Verschieben auf die richtige Position in der Karte mit Koordinaten versehen werden. Kulturdenkmale ohne Bild sind an einem blauen bzw. roten Marker erkennbar.
- Datierung: Baubeginn, Fertigstellung, Datum der Erstnennung oder grobe zeitliche Einordnung entsprechend des Eintrags in der sächsischen Denkmaldatenbank
- Beschreibung: Kurzcharakteristik des Kulturdenkmals entsprechend des Eintrags in der sächsischen Denkmaldatenbank, ggf. ergänzt durch die dort nur selten veröffentlichten Erfassungstexte oder zusätzliche Informationen
- ID: Vom Landesamt für Denkmalpflege Sachsen vergebene, das Kulturdenkmal eindeutig identifizierende Objekt-Nummer. Der Link führt zum PDF-Denkmaldokument des Landesamtes für Denkmalpflege Sachsen. Bei ehemaligen Kulturdenkmalen können die Objektnummern unbekannt sein und deshalb fehlen bzw. die Links von aus der Datenbank entfernten Objektnummern ins Leere führen. Ein ggf. vorhandenes Icon  führt zu den Angaben des Kulturdenkmals bei Wikidata.